# Campigneulles-les-Petites
Campigneulles-les-Petites est une commune française située dans le département du Pas-de-Calais en région Hauts-de-France. Ses habitants sont appelés les Campigneullois.
La commune fait partie de la communauté d'agglomération des Deux Baies en Montreuillois qui regroupe 46 communes et compte 65 760 habitants en 2021.

## Géographie

### Localisation
Localisée dans le sud-ouest du département du Pas-de-Calais, Campigneulles-les-Petites est une commune située, à vol d'oiseau, à 3 km au sud-ouest de la commune de Montreuil-sur-Mer (chef-lieu d'arrondissement), à 11 km au nord-est de la commune de Berck et à 13 km au sud-est de la commune du Touquet-Paris-Plage situées toutes les deux sur la Côte d'Opale.
Le territoire de la commune est limitrophe de ceux de cinq communes.
Les communes limitrophes sont  Campigneulles-les-Grandes, La Madelaine-sous-Montreuil, Sorrus, Wailly-Beaucamp et Écuires.

### Géologie et relief
D'après la carte géologique de Montreuil, Campigneulles-les-Petites compte trois terrains géologiques différents qui sont :
- Craie blanche à silex date du Sénonien (ère secondaire, de -251 Ma à -65,5 Ma). Elle est située au nord de Campigneulles-les-Petites. On peut y trouver divers fossiles : Micraster decipiens, Micraster coranguinum, Inoceramus involutus.
- Colluvions de fond de vallées sèches et dépôts meubles sur les pentes. Ce sont des limons qui ont été remaniés à partir de limons datant du Pléistocène et de limons datant de l’Holocène. Ils se trouvent au nord de Campigneulles-les-Petites.
- Limons des plateaux. Campigneulles-les-Petites est majoritairement couvert de limons des plateaux. Ces limons ne contiennent pas de calcium dans leur partie supérieure. Ces limons, souvent bruns, sont généralement appelés la terre à brique car ils permettent la fabrication de briques. En effet, les anciennes exploitations se situent du côté de la rive droite de la Canche. Le limon des plateaux est aussi appelé lœss. C’est une roche sédimentaire détritique meuble formée par l’accumulation de limons issus de l'érosion éolienne.

Les terres lœssiques sont favorables à l'agriculture, en particulier grâce à leur capacité de rétention en eau.
Campigneulles-les-Petites n'a pas d'éléments naturels marquant le paysage mais la topographie du territoire communal va d'une hauteur minimale de 15 m au nord de la commune à Saint-Justin jusqu'à une hauteur maximale de 67 m au sud-ouest. Le dénivelé entre ces deux points est de 52 m.

### Hydrographie
Le territoire de la commune est situé dans le bassin Artois-Picardie.
Il n'y a aucun cours d'eau à Campigneulles-les-Petites.

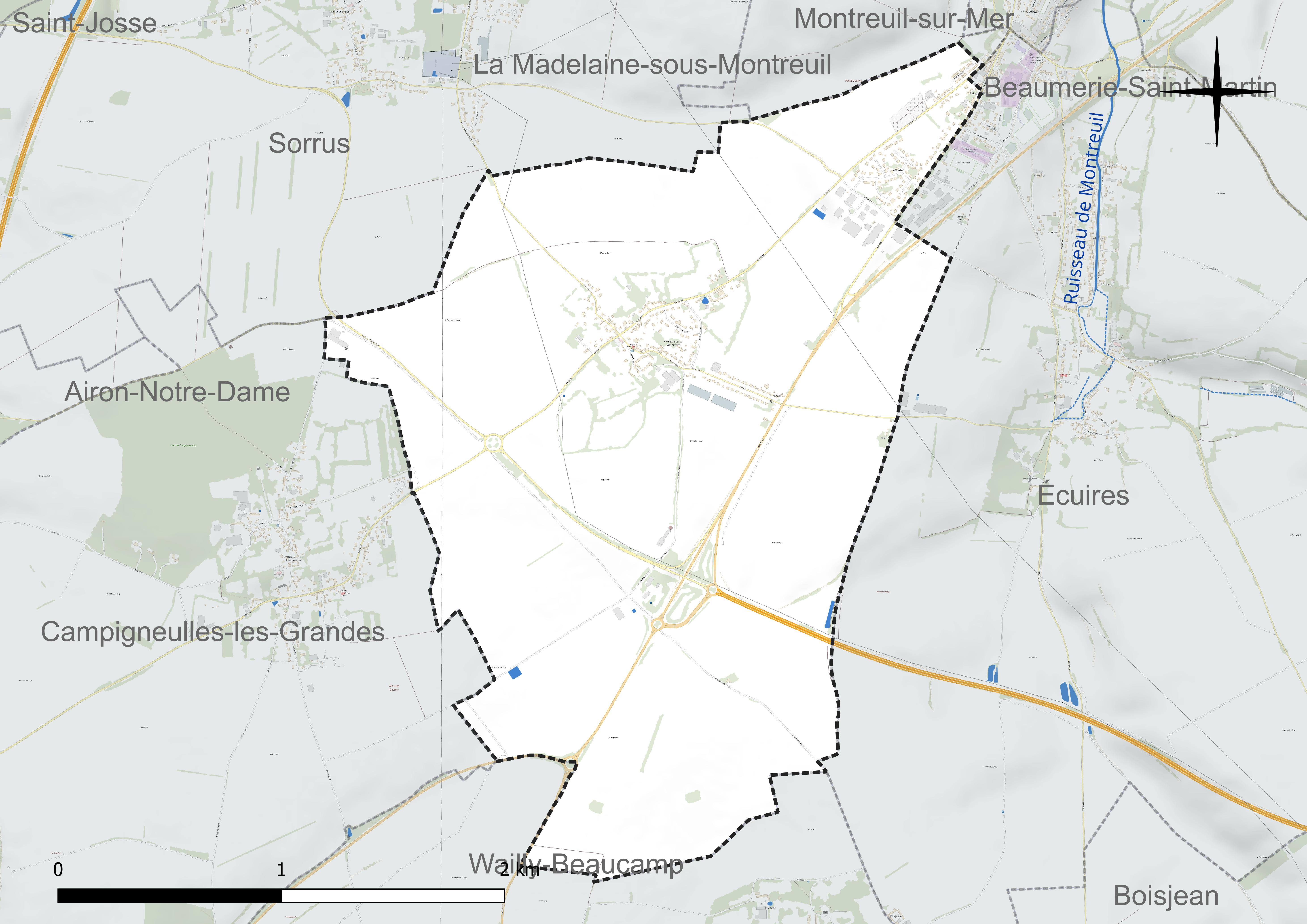
Réseau hydrographique de Campigneulles-les-Petites.

### Climat
Pour des articles plus généraux, voir Climat des Hauts-de-France et Climat du Pas-de-Calais.
En 2010, le climat de la commune est de type climat océanique franc, selon une étude du CNRS s'appuyant sur une série de données couvrant la période 1971-2000. En 2020, Météo-France publie une typologie des climats de la France métropolitaine dans laquelle la commune est exposée à un climat océanique et est dans la région climatique Côtes de la Manche orientale, caractérisée par un faible ensoleillement (1 550 h/an) ; forte humidité de l’air (plus de 20 h/jour avec humidité relative > 80 % en hiver), vents forts fréquents.
Pour la période 1971-2000, la température annuelle moyenne est de 10,3 °C, avec une amplitude thermique annuelle de 12,7 °C. Le cumul annuel moyen de précipitations est de 887 mm, avec 12,9 jours de précipitations en janvier et 8,4 jours en juillet. Pour la période 1991-2020, la température moyenne annuelle observée sur la station météorologique la plus proche, située sur la commune du Touquet-Paris-Plage à 13 km à vol d'oiseau, est de 11,2 °C et le cumul annuel moyen de précipitations est de 888,8 mm,. Pour l'avenir, les paramètres climatiques de la commune estimés pour 2050 selon différents scénarios d'émission de gaz à effet de serre sont consultables sur un site dédié publié par Météo-France en novembre 2022.

### Paysages
Pour un article plus général, voir Paysage en France.
Le paysage de Campigneulles-les-Petites est marqué par une certaine harmonie et cohérence dû au relief. Le paysage est rythmé par la présence d'une auréole bocagère qui marque une rupture nette avec le paysage des grandes cultures marqué par une diversité de couleur due aux cultures.
Ce paysage de rupture qu’offre cette ceinture bocagère permet de diversifier le paysage en l’enrichissant de couleur et de structures différentes.
Le paysage de Campigneulles-les-Petites s'intègre dans un ensemble plus vaste qui est le « paysage montreuillois »,.
En effet, de manière générale, la communauté de communes du Montreuillois est une zone intermédiaire entre le Haut Pays d'Artois et les Bas-Champs correspondant à la plaine maritime d'Étaples. Ainsi son relief est fortement marqué par la proximité du littoral et par la basse vallée de la Canche. Campigneulles-les-Petites se situe sur le versant sud de la Canche.
La Canche scinde le pays du Montreuillois en deux parties : au nord les petites vallées affluent et entaillent l'extrémité du plateau d’Artois. Cette zone contraste avec les zones de plaines et de plateaux dont Campigneulles-les-Petites fait partie intégrante. Ce sont des paysages de plateaux ouverts coupés par des vallons secs et des ruisseaux qui offrent un encaissement de 50 m entre Campigneulles-les-Petites et le vallon d’Écuires. Ce paysage au sud de la Canche est favorable à une agriculture intensive de type openfield.
La commune s'inscrit également dans le « paysage du val d’Authie », qui concerne 83 communes, et qui se délimite : au sud, dans le département de la  Somme par le « paysage de l’Authie et du Ponthieu, dépendant de l’atlas des paysages de la Picardie et au nord et à l’est par les paysages du Montreuillois, du Ternois et les paysages des plateaux cambrésiens et artésiens. Le caractère frontalier de la vallée de l’Authie, aujourd’hui entre le Pas-de-Calais et la Somme, remonte au Moyen Âge où elle séparait le royaume de France du royaume d’Espagne, au nord.
Son coteau Nord est net et escarpé alors que le coteau Sud offre des pentes plus douces. À l’Ouest, le fleuve s’ouvre sur la baie d'Authie, typique de l’estuaire picard, et se jette dans la Manche. Avec son vaste estuaire et les paysages des bas-champs, la baie d’Authie contraste avec les paysages plus verdoyants en amont.
L’Authie, entaille profonde du plateau artésien, a créé des entités écopaysagères prononcées avec un plateau calcaire dont l’altitude varie de 100  à   163 m qui s’étend de chaque côté du fleuve. L’altitude du plateau décline depuis le pays de Doullens, à l'est (point culminant à 163 m), vers les bas-champs picards, à l'ouest (moins de 40 m). Le fond de la vallée de l’Authie, quant à lui, est recouvert d’alluvions et de tourbes. L’Authie est un fleuve côtier classé comme cours d'eau de première catégorie où le peuplement piscicole dominant est constitué de salmonidés. L’occupation des sols des paysages de la Vallée de l’Authie est composée pour 70 % en culture.

### Milieux naturels et biodiversité

#### Espèces faunistiques et floristiques
Le site de l’Inventaire national du patrimoine naturel (INPN) recense 182 espèces faunistiques et floristiques sur le territoire de la commune dont 29 protégées et 16 menacées et quasi-menacées.

## Urbanisme

### Typologie
Au 1er janvier 2024, Campigneulles-les-Petites est catégorisée commune rurale à habitat dispersé, selon la nouvelle grille communale de densité à sept niveaux définie par l'Insee en 2022.
Elle est située hors unité urbaine. Par ailleurs la commune fait partie de l'aire d'attraction de Berck, dont elle est une commune de la couronne,. Cette aire, qui regroupe 19 communes, est catégorisée dans les aires de moins de 50 000 habitants,.

### Occupation des sols
L'occupation des sols de la commune, telle qu'elle ressort de la base de données européenne d’occupation biophysique des sols Corine Land Cover (CLC), est marquée par l'importance des territoires agricoles (96,4 % en 2018), une proportion sensiblement équivalente à celle de 1990 (97,1 %). La répartition détaillée en 2018 est la suivante :
terres arables (90,9 %), zones agricoles hétérogènes (5,1 %), zones urbanisées (3,6 %), prairies (0,4 %). L'évolution de l’occupation des sols de la commune et de ses infrastructures peut être observée sur les différentes représentations cartographiques du territoire : la carte de Cassini (XVIIIe siècle), la carte d'état-major (1820-1866) et les cartes ou photos aériennes de l'IGN pour la période actuelle (1950 à aujourd'hui).

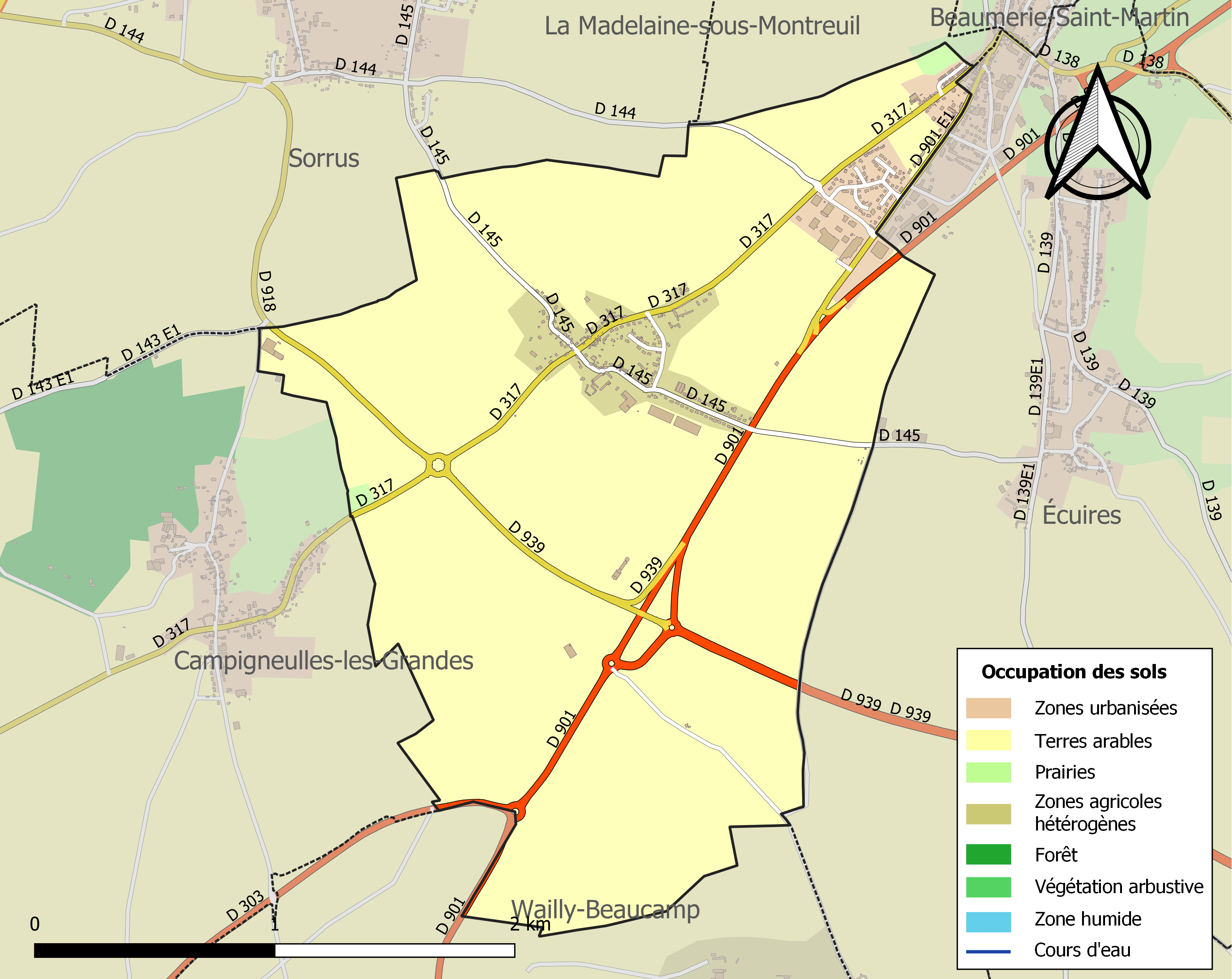
Carte des infrastructures et de l'occupation des sols de la commune en 2018 (CLC).

### Lieux-dits, hameaux et écarts
Sur le territoire communal, se trouve :
- le hameau le Pizet.
- l'écart le Pis[19].

### Voies de communication et transports

#### Voies de communication
La commune de Campigneulles-les-Petites se situe à moins de 5 km de l'autoroute A16. Cette proximité avec un axe rapide de transports désenclave la commune et lui permet d'accéder facilement au Nord de la France (direction Boulogne-sur-Mer / Calais).
Cependant, la commune, tout comme le département du Pas-de-Calais souffre d’un manque d’axe rapide de transports dans le sens est/ouest. La seule route à grande circulation est la D 939 reliant Campigneulles-les-Petites à Saint-Pol-sur-Ternoise et à Arras.
Le réseau routier départemental traverse la commune :
- Du nord au sud :
  - Par la D 317 : Rue du Centre
  - Par la D 901 qui contourne l'espace bâti de Campigneulles-les-Petites et qui se prolonge par la rue de Paris à Ecuires.
- D’est en ouest :
  - Par la D 144 qui relie le nord de Campigneulles-les-Petites (Saint-Justin) à Sorrus
  - Par la D 145 : Rue du Pizet
  - Par la D 146 : Rue de Sorrus
  - Par les D 939 / D 918 qui traversent le village d'Écuires en direction de Sorrus.

#### Transport ferroviaire
La commune se trouve à 6,5 km, au sud-ouest, de la gare de Montreuil-sur-Mer, située sur la ligne de Saint-Pol-sur-Ternoise à Étaples, desservie par des trains TER Hauts-de-France.
La commune était située sur la ligne de chemin de fer Aire-sur-la-Lys - Berck-Plage, une ancienne ligne de chemin de fer qui reliait dans le département du Pas de Calais, entre 1893 et 1955, Aire-sur-la-Lys à Berck.

#### Transport aérien
Deux aéroports civils se trouvent à proximité de Campigneulles-les-Petites. Il s'agit de :
- aéroport de Berck disposant de deux pistes ;
- aéroport du Touquet-Côte d'Opale disposant d'une piste et accueillant l'aviation d'affaire, de tourisme et de loisirs.

#### Transports en commun
La commune est desservie par la ligne 2 du réseau de transport de la communauté d'agglomération des Deux Baies en Montreuillois (CA2BM).

## Toponymie
Le nom de la localité est attesté sous les formes Campengnol (1154), Campeinnoles (1173), Campinoles (1209), Canpeignoeules et Campeignoeules (1477), Champignolles-les-Petites (1718), Campignolle (1720), Campigneul les Petites (1793), Campigneules-les-Petites et Campigneulles-les-Petites (1801).
Au début, pluriel de campanea (terra), les « pays de plaine » et ensuite campanea avec le suffixe diminutif du féminin pluriel -eolas « petites étendues de plaine ».
Campigneulles-les-Petites et Campigneulles-les-Grandes ne formaient qu’un seul et même village désigné sous le nom de Campaniæ vers 752-757 (cart. de Saint-Vaast, p. 23).
Avant la Révolution française, on trouve le nom de la commune écrit sous la forme : Campignolles, ensuite, Campigneul les Petites en 1793, Campigneules-les-Petites en 1801.

## Histoire
Il n'est pas aisé de définir avec précision la date de fondation d'un village. Bien que Campigneulles-les-Petites et Campigneulles-les-Grandes ne formaient qu’un seul et même village désigné en 1003 sous le nom de Campania, qui signifie plaine, campagne en latin  campus dans un titre de l’ancienne abbaye de Saint-Vaast d’Arras.
Il apparaît également en 1173 sous le nom de Campeinnoles dans la charte de la Maladrerie du Val. La division du village n’a pas de date de précise, néanmoins cette séparation est antérieure au XIIIe siècle. En effet, en 1209, Campigneulles-les-Grandes étaient soumis à l'abbaye de Saint-Vaast d’Arras alors que Campigneulles-les-Petites était soumis à l’abbaye de Saint-Saulve de Montreuil.
Les habitants de Campigneulles-les-Petites étaient alors bourgeois du roi et de la commune de Montreuil, ce qui veut dire qu’ils participaient à toutes les franchises et à tous les privilèges accordés à cette ville mais aussi ils contribuaient aux taxes et aux redevances dont elle se trouvait grevée.

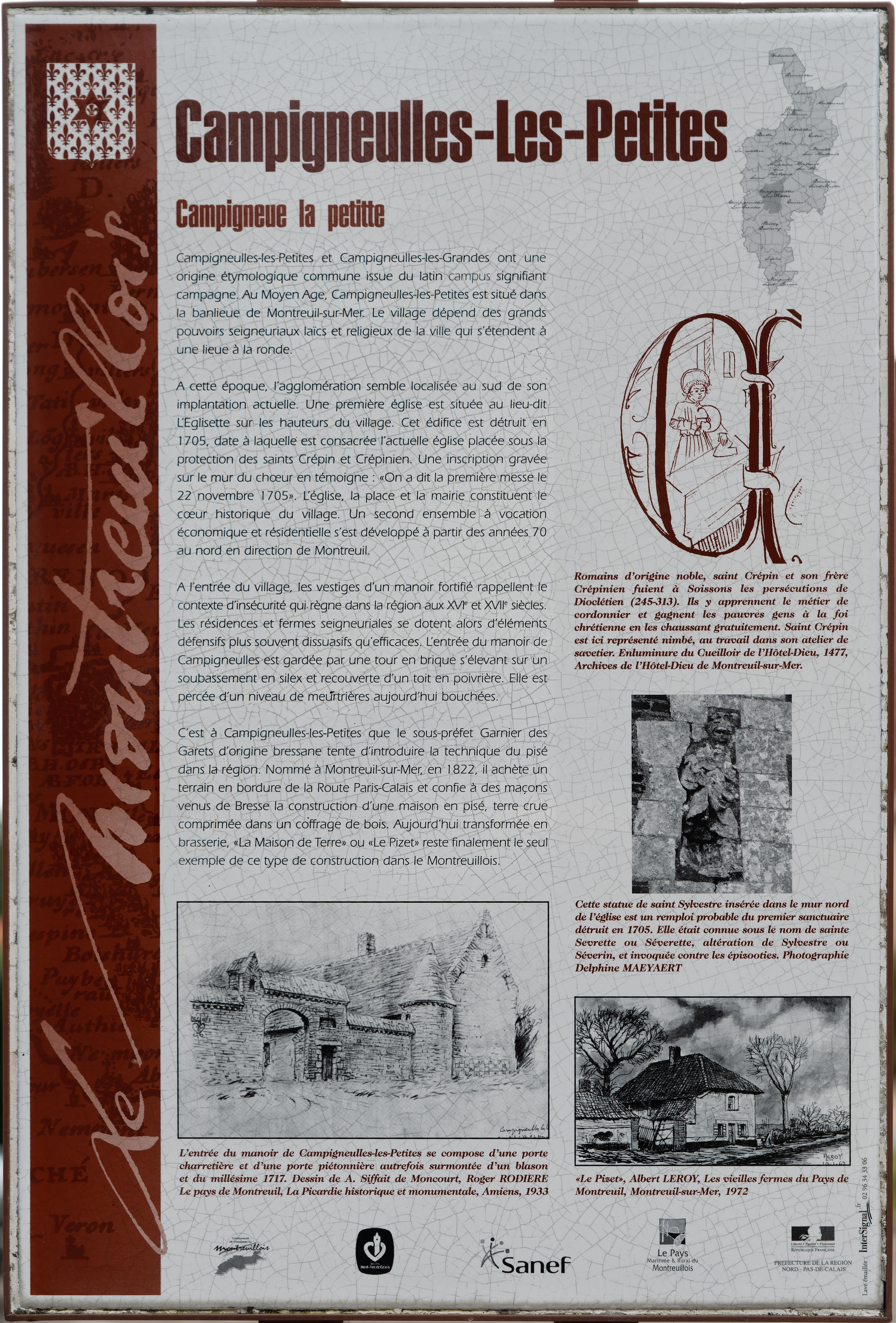
Le panneau d'information.

Un panneau émaillé destiné à l'information des visiteurs est fixé à proximité de la mairie. Voici, in extenso, le texte qu'il contient : 

« Campigneulles-Les-Petites
Campigneue la petitte
Campigneulles-les-Petites et Campigneulles-les-Grandes ont une origine étymologique commune issue du latin campus signifiant campagne. Au Moyen Age, Campigneulles-les-Petites est situé dans la banlieue de Montreuil-sur-Mer. Le village dépend des grands pouvoirs seigneuriaux laïcs et religieux de la ville qui s'étendent à une lieue à la ronde.
A cette époque, l'agglomération semble localisée au sud de son implantation actuelle. Une première église est située au lieu-dit L'Eglisette sur les hauteurs du village. Cet édifice est détruit en 1705, date à laquelle est consacrée l'actuelle église placée sous la protection des saints Crépin et Crépinien. Une inscription gravée sur le mur du chœur en témoigne : «On a dit la première messe le 22 novembre 1705». L'église, la place et la mairie constituent le cœur historique du village. Un second ensemble à vocation économique et résidentielle s'est développé à partir des années 70 au nord en direction de Montreuil.
A l'entrée du village, les vestiges d'un manoir fortifié rappellent le contexte d'insécurité qui règne dans la région aux XVIe et XVIIe siècles. Les résidences et fermes seigneuriales se dotent alors d'éléments défensifs plus souvent dissuasifs qu'efficaces. L'entrée du manoir de Campigneulles est gardée par une tour en brique s'élevant sur un soubassement en silex et recouverte d'un toit en poivrière. Elle est percée d'un niveau de meurtrières aujourd'hui bouchées.
C'est à Campigneulles-les-Petites que le sous-préfet Garnier des Garets d'origine bressane tente d'introduire la technique du pisé dans la région. Nommé à Montreuil-sur-Mer en 1822, il achète un terrain en bordure de la Route Paris-Calais et confie à des maçons venus de Bresse la construction d'une maison en pisé, terre crue comprimée dans un coffrage de bois. Aujourd'hui transformée en brasserie, «La Maison de Terre» ou «Le Pizet» reste finalement le seul exemple de ce type de construction dans le Montreuillois. »

### Le village en 1885
En 1885, M. Gérard LIEBERON décrit le village et son aspect où il cite « un aspect agréable n’offrant pas de point de vue pittoresques, les arbres qui bordent les jardins et ses pâtures le font ressembler à un épais bosquet ; et quand vient le printemps, quand les pommiers qui garnissent ses beaux vergers, sont en fleur et répandent dans l’air leurs douces odeurs, Campigneulles prend un air de fête et devient un lieu de promenade très agréable et très fréquenté par les habitants de Montreuil. »

### L'ancien village
L'ancien village était composé de maisons éparses et de fermes isolées dont le centre paraît avoir été l'ancienne église de Saint-Crépin, démolie en 1705. Le défrichement de ce terrain où se situait l'église a permis de découvrir l'emplacement de rue ou de chemins convergeant à ce point et reconnaître aussi la place d'une ancienne forge et d'un corps de ferme.
Lors de fouilles effectuées en 1885, des armes et des pièces de monnaie ont été découverts.
Ensuite le centre du village se déplaça et se reporta vers Montreuil, de nouvelles constructions s'élevèrent mais l'église de Saint-Crépin fut isolée et à l'extrémité du village. Elle était située au lieu-dit de l'Églisette, à 200 mètres environ du calvaire placé sur la route de Berck. De par son éloignement du centre du village, l'église était vétuste et fut démolie en 1705.
Avant 1885, le village était davantage boisé, la physionomie du village y a perdu au profit de l'agriculture.

### Rues et chemins en 1885
Le village se composait de quatre rues partant de l'église comme centre :
- La rue d'En bas conduisant à Montreuil ;
- La rue du Camp cornu se dirigeant vers Sorrus, cette rue portait déjà ce nom en 1646 ;
- La rue de la Place appelée autrefois rue de Million, communiquant avec Ecuires ;
- La rue de la Cavée qui conduit à Campigneulles les Grandes.

### L'ancienne école
La maison d'école qui comprenait l'habitation de l'instituteur et la salle de classe a été bâtie en 1863 par M. Barre, à l'époque maire du village. La salle de classe accueillait entre 35 et 40 élèves. La salle de classe est élevée sur une cave surmontée d'un étage. Elle est en brique et en moellon.

## Politique et administration

### Découpage territorial
La commune se trouve dans l'arrondissement de Montreuil du département du Pas-de-Calais.

#### Commune et intercommunalités
La commune a fait partie, de 2001 à 2016, de la communauté de communes du Montreuillois et, depuis le 1er janvier 2017, elle fait partie de la communauté d'agglomération des Deux Baies en Montreuillois (CA2BM) dont le siège est basé à Montreuil-sur-Mer.

#### Circonscriptions administratives
La commune faisait partie du canton de Saint-Josse (1793), depuis la loi du 22 décembre 1789 reprise par la constitution de 1791, qui divise le royaume (la République en septembre 1792), en communes, cantons, districts et départements, puis du canton de Montreuil (1801).
Dans le cadre du redécoupage cantonal de 2014 en France, elle est maintenant rattachée au canton de Berck qui passe de 10 à 31 communes.

#### Circonscriptions électorales
Pour l'élection des députés, la commune fait partie, depuis 1986, de la quatrième circonscription du Pas-de-Calais.

### Élections municipales et communautaires

#### Liste des maires
| Période                                  | Période                      | Identité               | Étiquette | Qualité |
| ---------------------------------------- | ---------------------------- | ---------------------- | --------- | --- |
| Les données manquantes sont à compléter. |                              |                        |           | |
| 2001                                     | En cours (au 4 février 2022) | Jean-Claude Allexandre |           | Contrôleur retraité des impôts à Boulogne-sur-Mer Réélu pour le mandat 2014-2020, Réélu pour le mandat 2020-2026, |

## Équipements et services publics

### Espaces publics
La commune est labellisée « 2 fleurs » au concours des villes et villages fleuris.

### Équipements administratifs et services publics
Campigneulles-les-Petites possède peu d'équipements et de services publics sur son territoire mais bénéficie d'une certaine proximité avec des communes plus importantes.
Ainsi, dans un rayon de 10 minutes, sont accessibles :
- Le siège de la communauté de communes, la sous-préfecture, les pompiers, la poste, la sécurité sociale, le tribunal d'instance, l’office du tourisme et la gendarmerie.

Dans un rayon de 20 minutes, sont accessibles :
- L’Agence Nationale Pour l’Emploi, la Caisse d’Allocations Familiales, le Centre Communal d’Action Sociale, le Groupement Régional de Développement Agricole, le Centre Social de Proximité, le commissariat de police.

Ensuite, dans un rayon élargi, allant de 20 minutes à plus d’une heure, sont accessibles :
- La Chambre d’agriculture, la Chambre de Commerce et d’Industrie, la Chambre des Métiers et de l’Artisanat, le Service d’Hygiène et de Santé et le Service de Protection de la Jeunesse[32].

### Enseignement
La commune de Campigneulles-les-Petites a vu son centre scolaire fermer en juin 1998.
Cependant, la commune bénéficie d'une certaine proximité des équipements scolaires des communes voisines. En effet, les enfants de la commune occupent principalement les écoles maternelles et primaires de Montreuil.
Campigneulles-les-Petites bénéficie également de la proximité des collèges d'Ecuires et de Montreuil, respectivement à 4 minutes et à 10 minutes du centre de Campigneulles, ainsi que du lycée d'enseignement général et du lycée d’enseignement professionnel commercial de Montreuil.

### Santé
Campigneulles-les-Petites ne possède pas d'équipements de santé sur son territoire mais profite d'une très bonne proximité avec les services de soins :
- Les médecins généralistes et spécialistes, les dentistes et les pharmaciens sont à 10 minutes du centre de la commune.
- Le centre hospitalier public est divisé en plusieurs sites dont l'éloignement maximal est de 20 minutes du centre de Campigneulles-les-Petites (sites de Rang-du-Fliers et d'Étaples). Il en est de même pour les Centre de la Fondation Hopale de Berck.

### Justice, sécurité, secours et défense

#### Justice
La commune relève du tribunal de proximité de Montreuil-sur-Mer, du tribunal judiciaire de Boulogne-sur-Mer, de la cour d'appel d'Amiens et de Douai, du tribunal pour enfants de Boulogne-sur-Mer, du conseil de prud'hommes de Boulogne-sur-Mer, du tribunal de commerce de Boulogne-sur-Mer et du tribunal paritaire des baux ruraux de Boulogne-sur-Mer, Calais et Montreuil.

#### Sécurité
La commune est sous la compétence territoriale de la brigade de gendarmerie située au no 567 rue de Paris à Écuires,.

#### Secours
La commune est sous la responsabilité du centre d'incendie et de secours (CIS) de Montreuil, situé au no 130, Chaussée-Marcadée.

## Population et société

### Démographie
Les habitants de la commune sont appelés les Campigneullois.

#### Évolution démographique
L'évolution du nombre d'habitants est connue à travers les recensements de la population effectués dans la commune depuis 1793. Pour les communes de moins de 10 000 habitants, une enquête de recensement portant sur toute la population est réalisée tous les cinq ans, les populations de référence des années intermédiaires étant quant à elles estimées par interpolation ou extrapolation. Pour la commune, le premier recensement exhaustif entrant dans le cadre du nouveau dispositif a été réalisé en 2006.

En 2022, la commune comptait 529 habitants, en évolution de −3,99 % par rapport à 2016 (Pas-de-Calais : −0,72 %, France hors Mayotte : +2,11 %).
| 1793 | 1800 | 1806 | 1821 | 1831 | 1836 | 1841 | 1846 | 1851 |
| ---- | ---- | ---- | ---- | ---- | ---- | ---- | ---- | ---- |
| 200  | 181  | 230  | 252  | 229  | 227  | 242  | 230  | 226  |

| 1856 | 1861 | 1866 | 1872 | 1876 | 1881 | 1886 | 1891 | 1896 |
| ---- | ---- | ---- | ---- | ---- | ---- | ---- | ---- | ---- |
| 221  | 210  | 182  | 206  | 208  | 217  | 192  | 186  | 192  |

| 1901 | 1906 | 1911 | 1921 | 1926 | 1931 | 1936 | 1946 | 1954 |
| ---- | ---- | ---- | ---- | ---- | ---- | ---- | ---- | ---- |
| 182  | 176  | 187  | 173  | 171  | 146  | 146  | 134  | 132  |

| 1962 | 1968 | 1975 | 1982 | 1990 | 1999 | 2006 | 2011 | 2016 |
| ---- | ---- | ---- | ---- | ---- | ---- | ---- | ---- | ---- |
| 185  | 200  | 266  | 539  | 515  | 517  | 563  | 580  | 551  |

| 2021 | 2022 | - | - | - | - | - | - | - |
| ---- | ---- | - | - | - | - | - | - | - |
| 536  | 529  | - | - | - | - | - | - | - |

#### Pyramide des âges
En 2018, le taux de personnes d'un âge inférieur à 30 ans s'élève à 29,9 %, soit en dessous de la moyenne départementale (36,7 %). À l'inverse, le taux de personnes d'âge supérieur à 60 ans est de 31,2 % la même année, alors qu'il est de 24,9 % au niveau départemental.
En 2018, la commune comptait 272 hommes pour 285 femmes, soit un taux de 51,17 % de femmes, légèrement inférieur au taux départemental (51,5 %).
Les pyramides des âges de la commune et du département s'établissent comme suit.
| Hommes | Classe d’âge | Femmes |
| ------ | ------------ | ------ |
| 0,0    | 90 ou +      | 1,1    |
| 7,7    | 75-89 ans    | 6,0    |
| 20,6   | 60-74 ans    | 26,9   |
| 23,1   | 45-59 ans    | 21,7   |
| 17,7   | 30-44 ans    | 15,3   |
| 15,6   | 15-29 ans    | 14,5   |
| 15,4   | 0-14 ans     | 14,4   |

| Hommes | Classe d’âge | Femmes |
| ------ | ------------ | ------ |
| 0,5    | 90 ou +      | 1,6    |
| 5,6    | 75-89 ans    | 8,9    |
| 16,7   | 60-74 ans    | 18,1   |
| 20,2   | 45-59 ans    | 19,2   |
| 18,9   | 30-44 ans    | 18,1   |
| 18,2   | 15-29 ans    | 16,2   |
| 19,9   | 0-14 ans     | 17,9   |

#### Les ménages
Le nombre de ménages a significativement augmenté entre 1999 et 2006 (+ 17,7 %). La commune de Campigneulles-les-Petites se caractérise par une taille de ménage plus élevée que la moyenne nationale (2,6 personne par ménage contre 2,3), malgré une baisse entre 1999 et 2006.
Par ailleurs, le nombre de foyers d’une seule personne a augmenté entre 1999 (16,6 %) et 2006 (17,8 %), suivant ainsi la tendance nationale.

### Sports et loisirs
La commune de Campigneulles-les-Petites offre peu d'équipements sportifs et de loisirs sur son territoire (boulodrome, panier de basket) mais bénéficie de la proximité de Montreuil-sur-Mer (salle de sport, salle de fitness, piscine).

#### Chemin piéton
Campigneulles-les-Petites est reliée à Montreuil par un chemin piéton. Ce dernier peut également être emprunté par les cyclistes.

## Culture locale et patrimoine

### Lieux et monuments
- L'église Saint-Crépin et Saint-Crépinien et de nombreux objets qui sont inscrits au titre d'objet au monument historique[43].

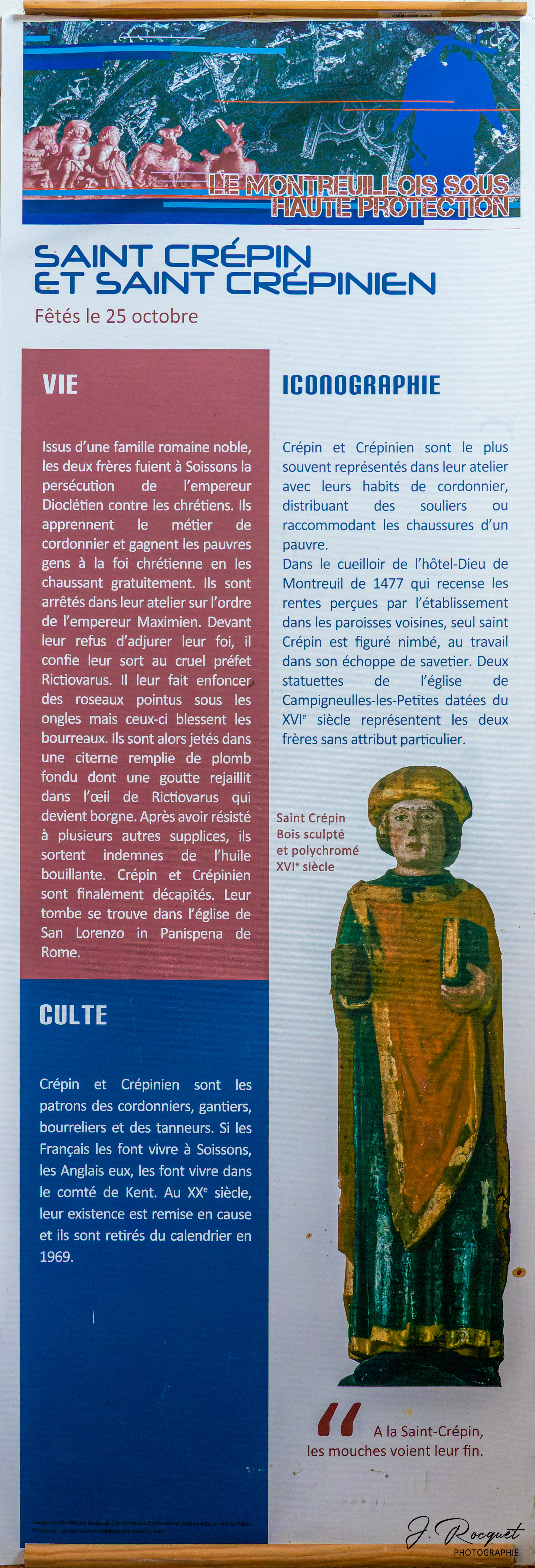
Le panneau d'information.

Sa construction, achevée en 1705, est assez récente. La première messe a été donnée le 22 novembre 1705.
Cet édifice est réputé pour être simple. Il forme un rectangle de 18 mètres de long sur 7 mètres de large. Il est construit en pierre blanche taillée sauf le portail qui est bâti en maçonnerie de brique et placé entre deux piliers massifs supportant le toit.
L’église voûtée est éclairée par 10 fenêtres en ogive, le toit est recouvert d'ardoise depuis 1864. Autrefois, il existait un campanile où se situait la cloche. Il fut remplacé en 1868 par une flèche en charpente couverte en ardoise également.
La tour renfermant la cloche est de forme carrée et possède deux ouvertures sur chaque face. La flèche figure une pyramide octogonale terminée en pointe par une croix en fer et une girouette en forme de coq. La hauteur totale du clocher, prise du cimetière, est de 24 mètres (27 m par rapport au niveau de la rue).
Il y avait autrefois deux cloches. La plus petite a disparu. Elle fut livrée au gouvernement en 1793 afin de servir à fabriquer des canons. La cloche restante est ancienne, elle a été fondue en 1526, soit sous le règne de François Ier.
Un panneau destiné à l'information des visiteurs est fixé à l'entrée de l'église. Voici, in extenso, le texte qu'il contient : 
« SAINT CRÉPIN ET SAINT CRÉPINIEN
Fêtés le 25 octobre
VIE
Issus d'une famille romaine noble, les deux frères fuient à Soissons la persécutionde l'empereur Dioclétien contre les chrétiens. Ils apprennent le métier de cordonnier et gagnent les pauvres gens à la foi chrétienne en les chaussant gratuitement. Ils sont arrêtés dans leur atelier sur l'ordre de l'empereur Maximien. Devant leur refus d'adjurer leur foi, il confie leur sort au cruel préfet Rictiovarus. Il leur fait enfoncer des roseaux pointus sous les ongles mais ceux-ci blessent les bourreaux. Ils sont alors jetés dans une citerne remplie de plomb fondu dont une goutte rejaillit dans l'œil de Rictiovarus qui devient borgne. Après avoir résisté à plusieurs autres supplices, ils sortent indemnes de l'huile bouillante. Crépin et Crépinien sont finalement décapités. Leur tombe se trouve dans l'église de San Lorenzo in Panispena de Rome.
ICONOGRAPHIE
Crépin et Crépinien sont le plus souvent représentés dans leur atelier avec leurs habits de cordonnier, distribuant des souliers ou raccommodant les chaussures d'un pauvre.
Dans le cueilloir de l'hôtel-Dieu de Montreuil de 1477 qui recense les rentes perçues par l'établissement dans les paroisses voisines, seul saint Crépin est figuré nimbé, au travail dans son échoppe de savetier. Deux statuettes de l'église de Campigneulles-les-Petites datées du XVIe siècle représentent les deux frères sans attribut particulier.
CULTE
Crépin et Crépinien sont les patrons des cordonniers, gantiers, bourreliers et des tanneurs. Si les Français les font vivre à Soissons, les Anglais eux, les font vivre dans le comté de Kent. Au XXe siècle, leur existence est remise en cause et ils sont retirés du calendrier en 1969.
"A la Saint-Crépin, les mouches voient leur fin. »

Vues extérieures
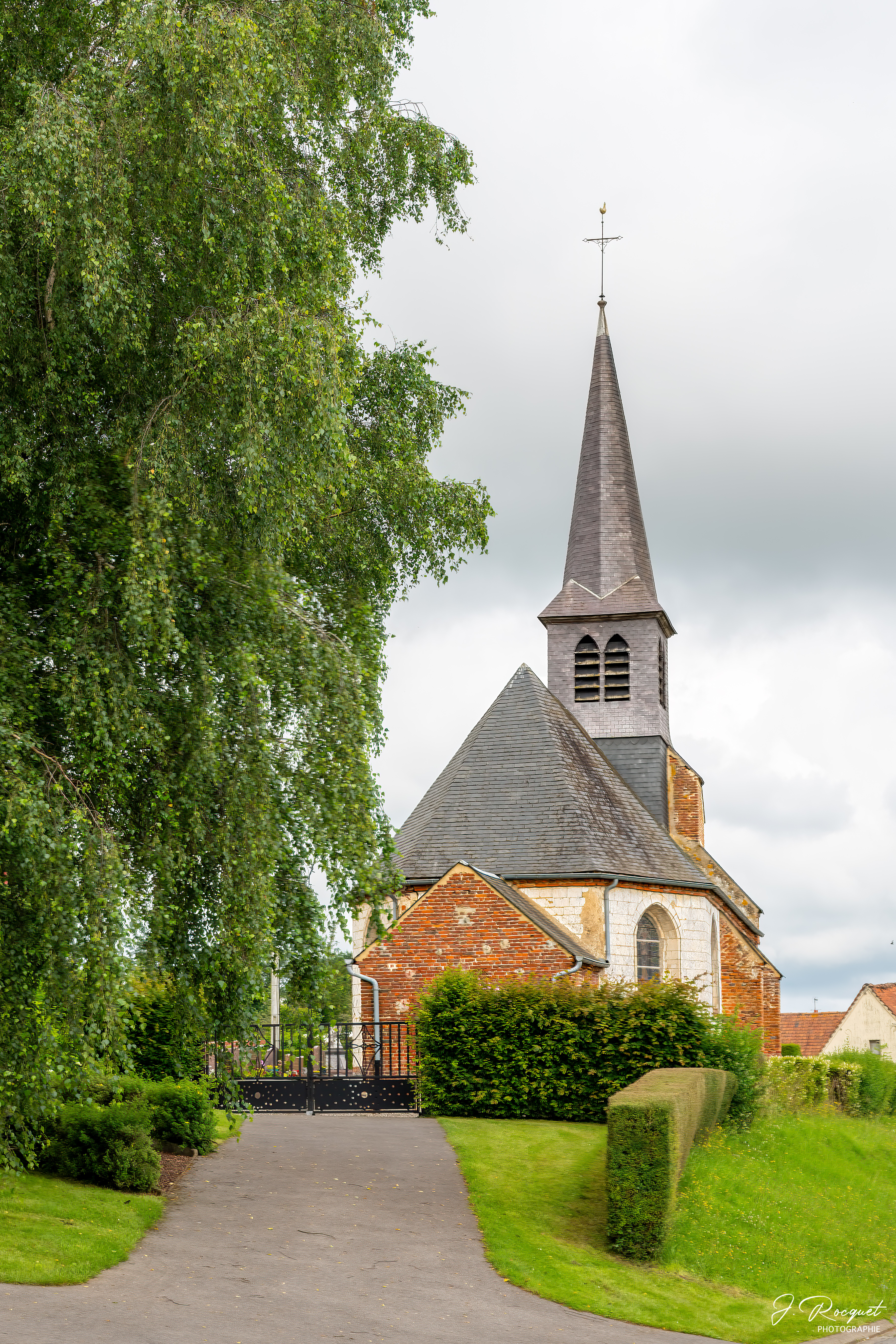
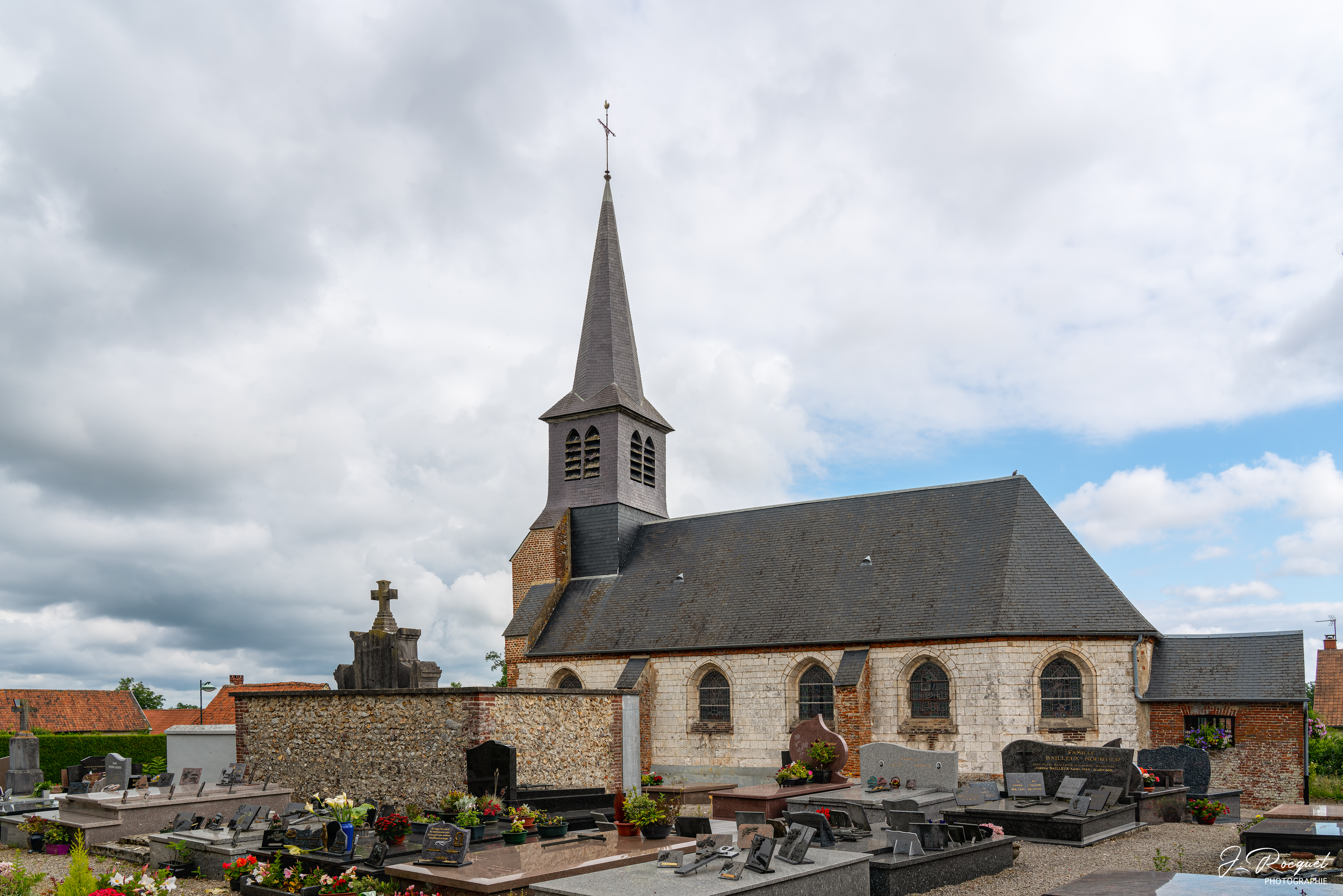
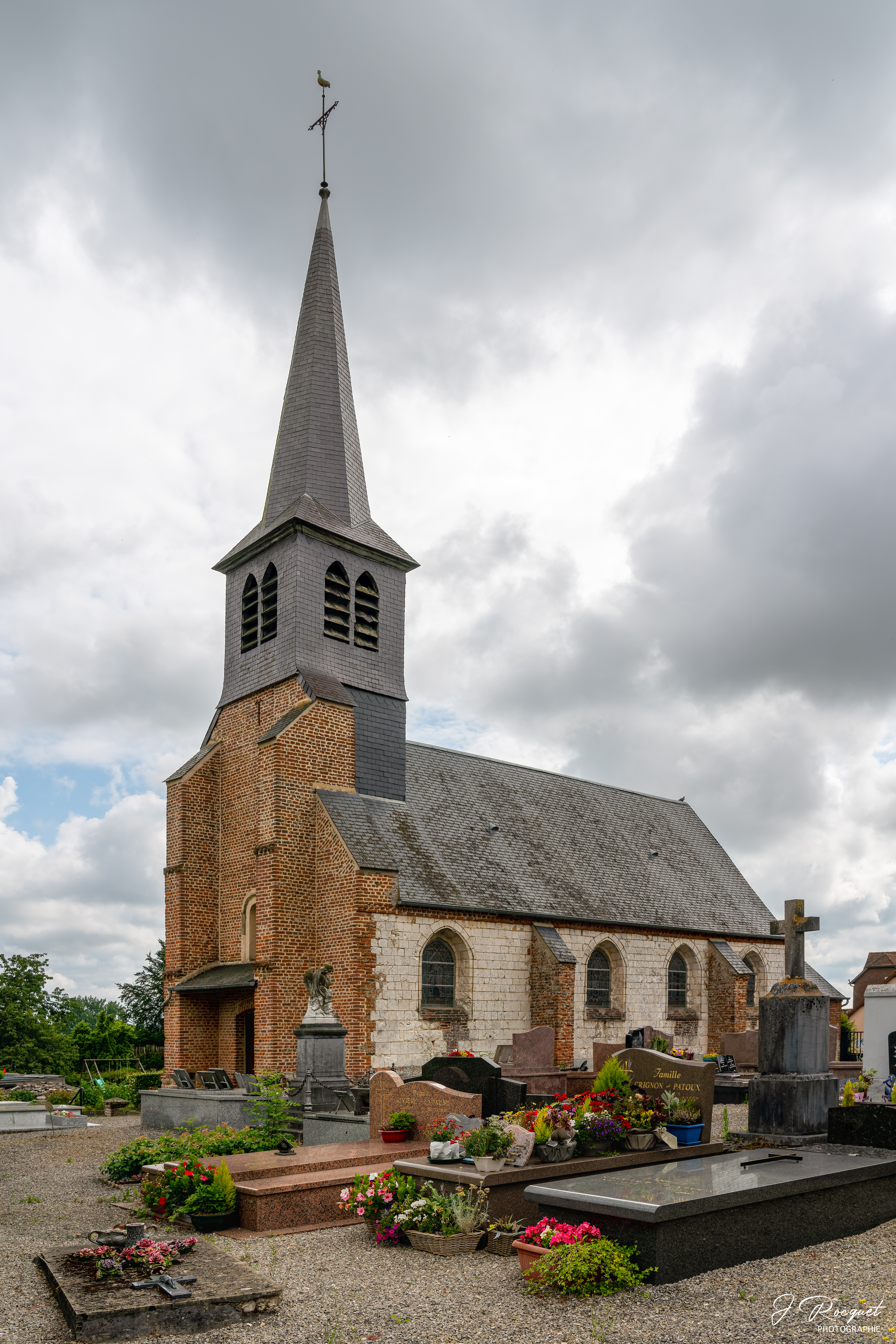
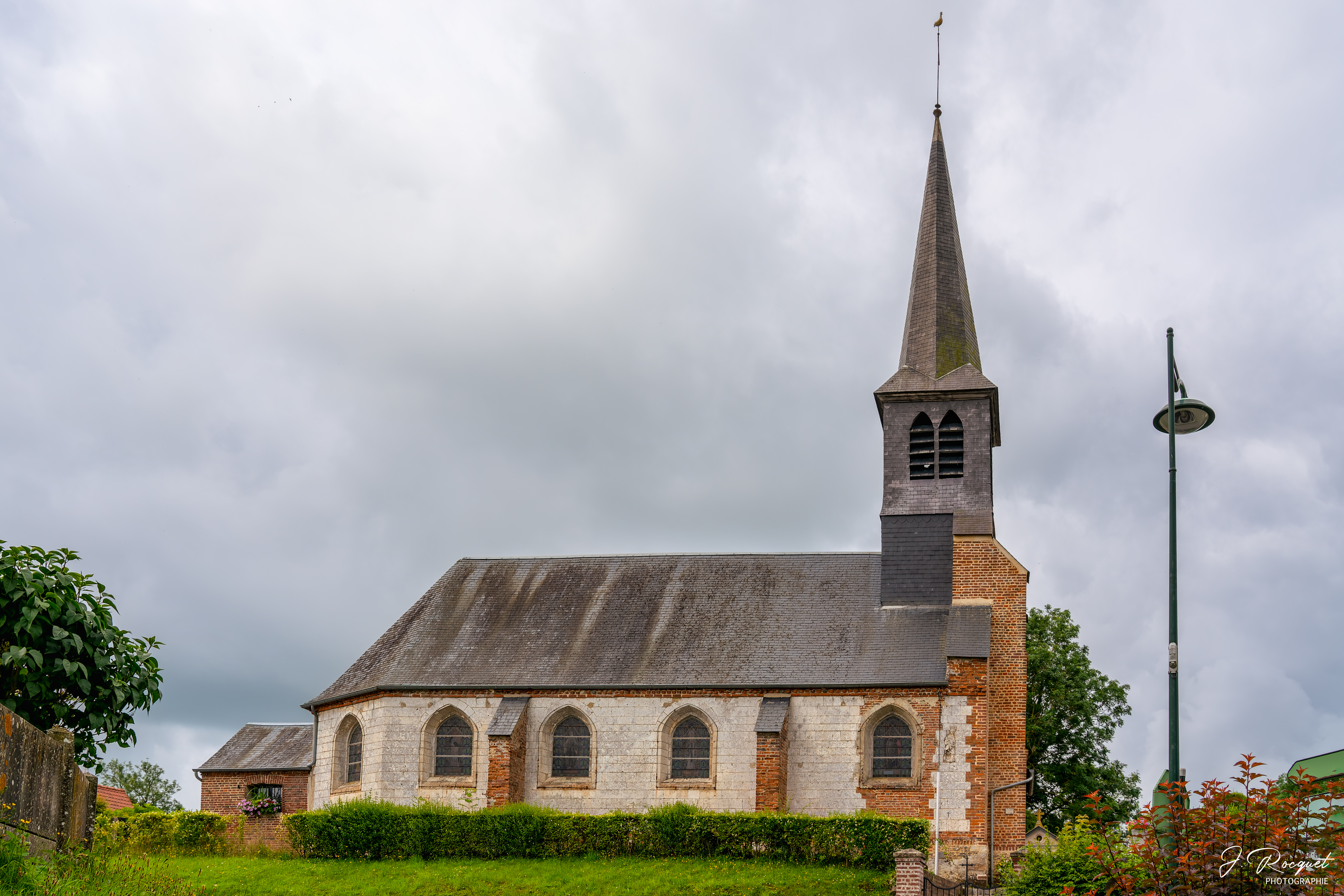

Quelques-unes des statues classées MH au titre des objets
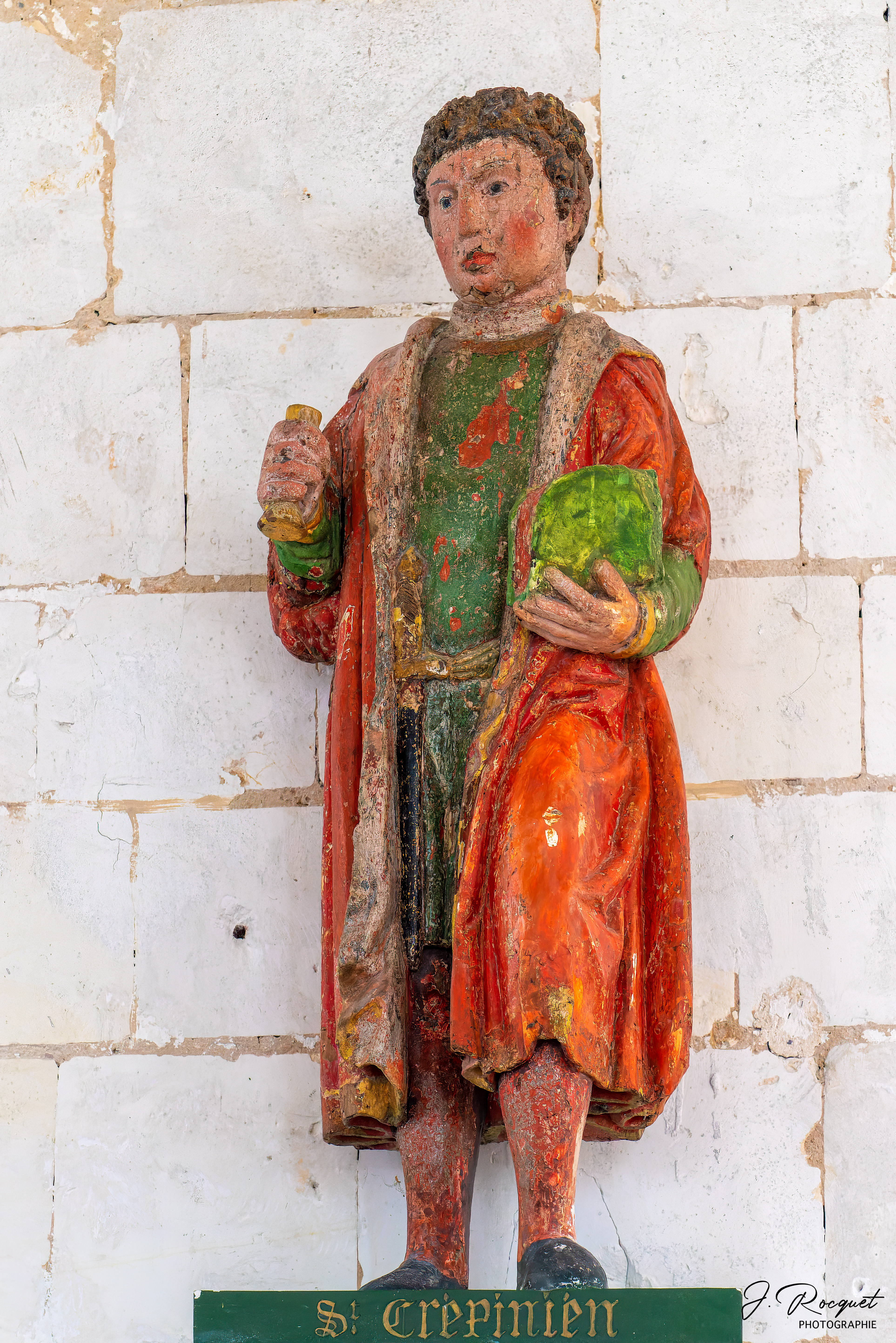
Saint Crépinien Bois polychrome XVIe siècle.
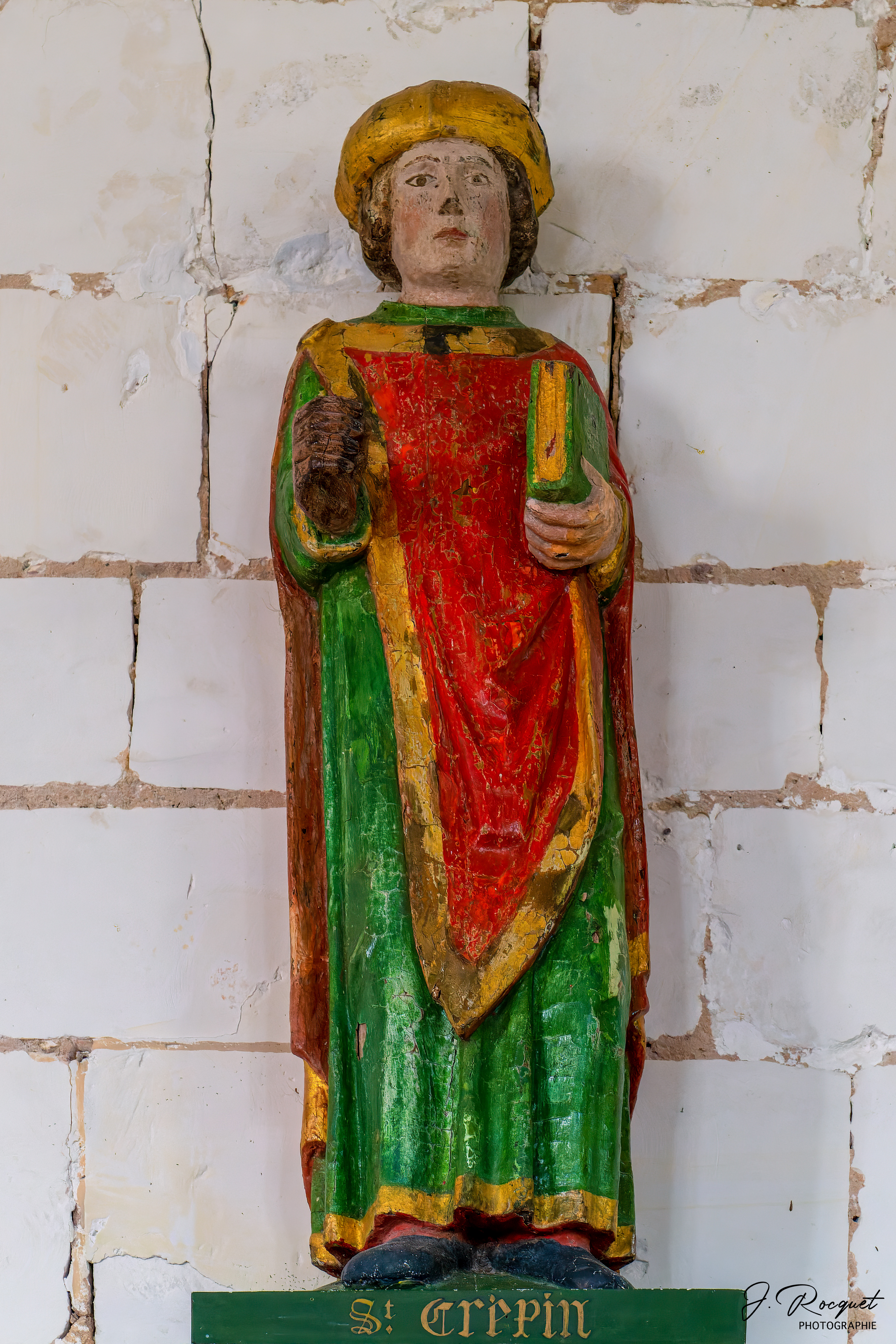
Saint Crépin Bois polychrome XVIe siècle.
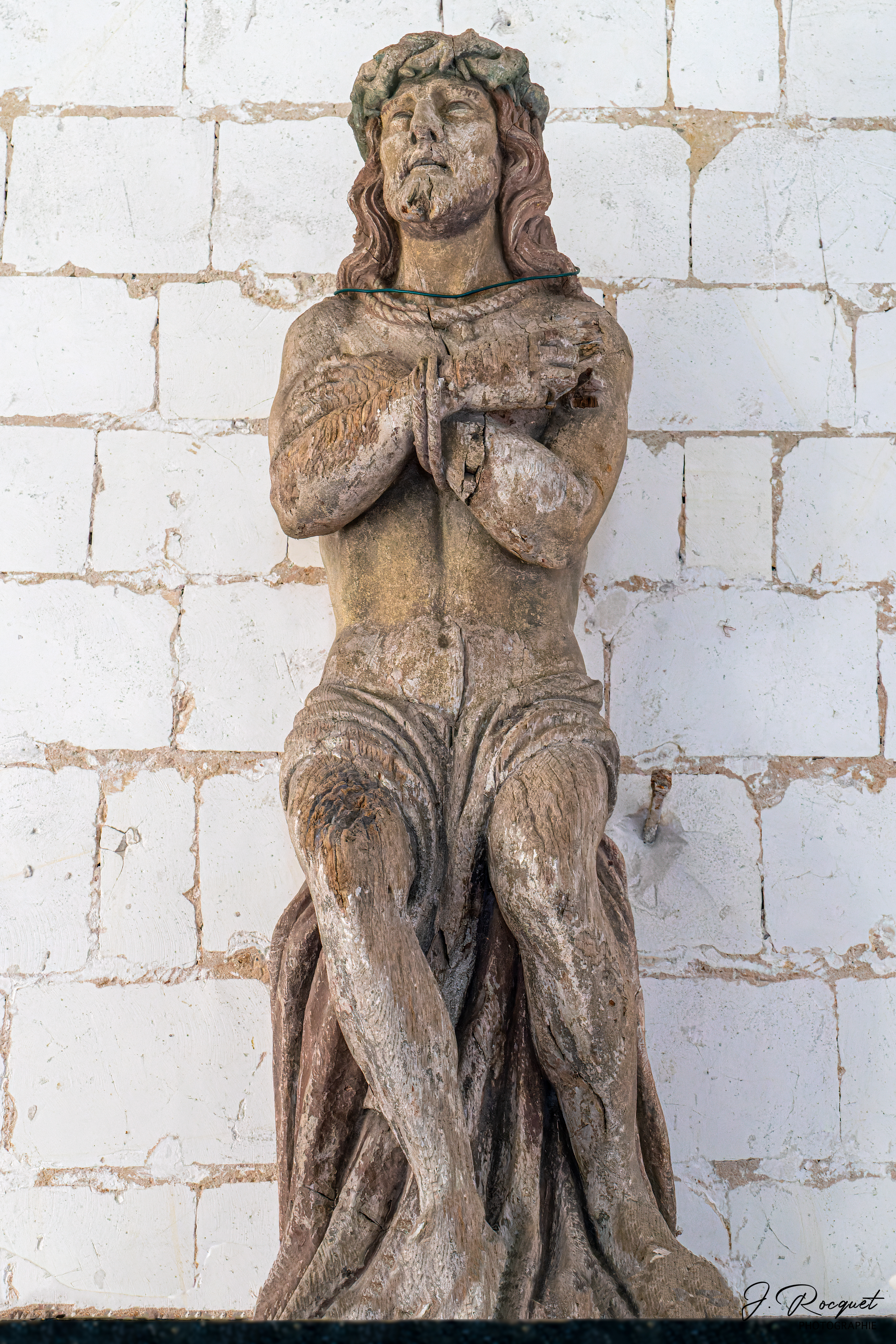
Christ de Pitié Chême sculpté XIXe siècle.

Les vitraux ont été réalisés à Bruges au cours des années 1930 dans les ateliers de Jos Desmet (vitrailliste, peintre et sculpteur).

Dans la nef à gauche en partant de l'entrée
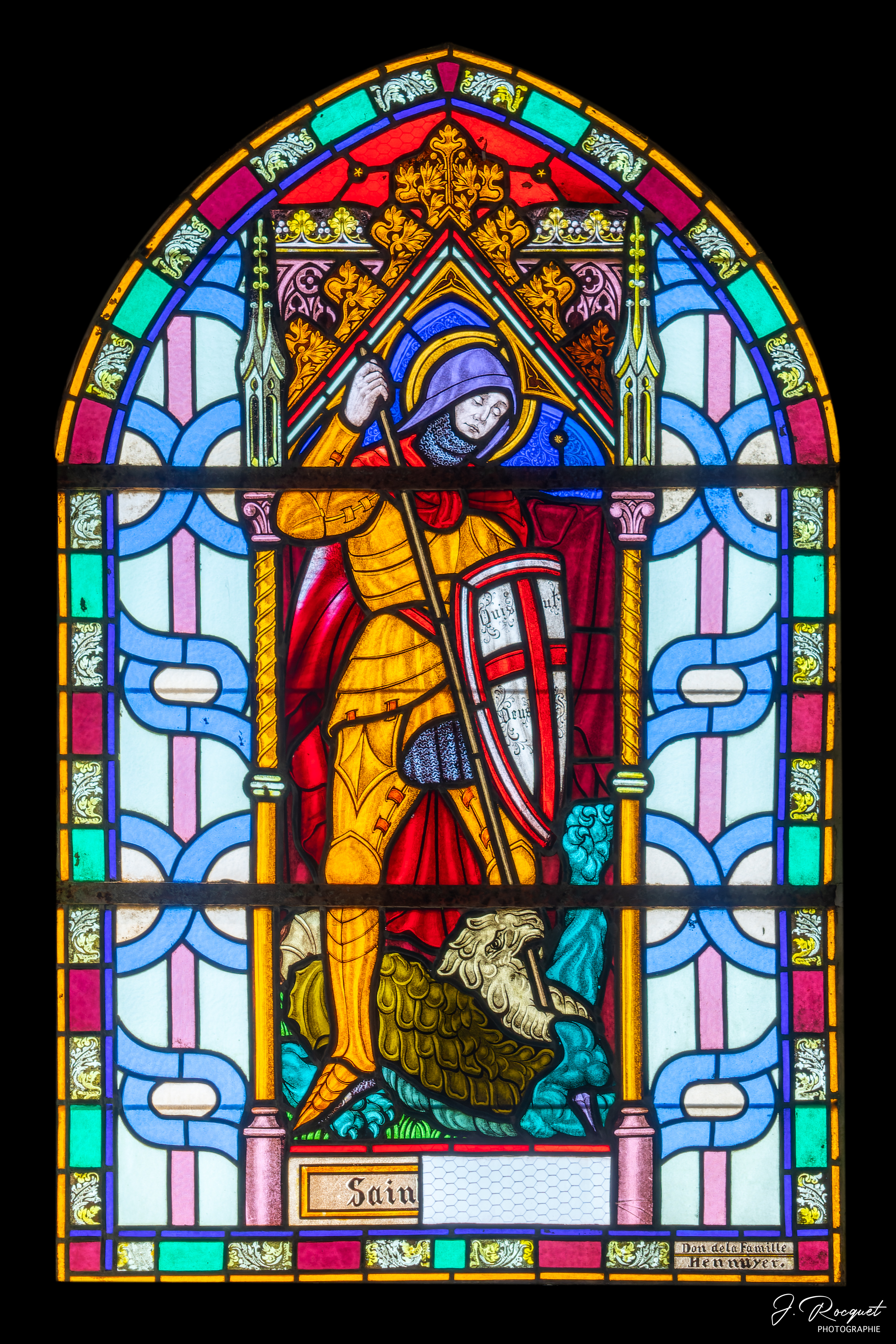
Saint Michel.
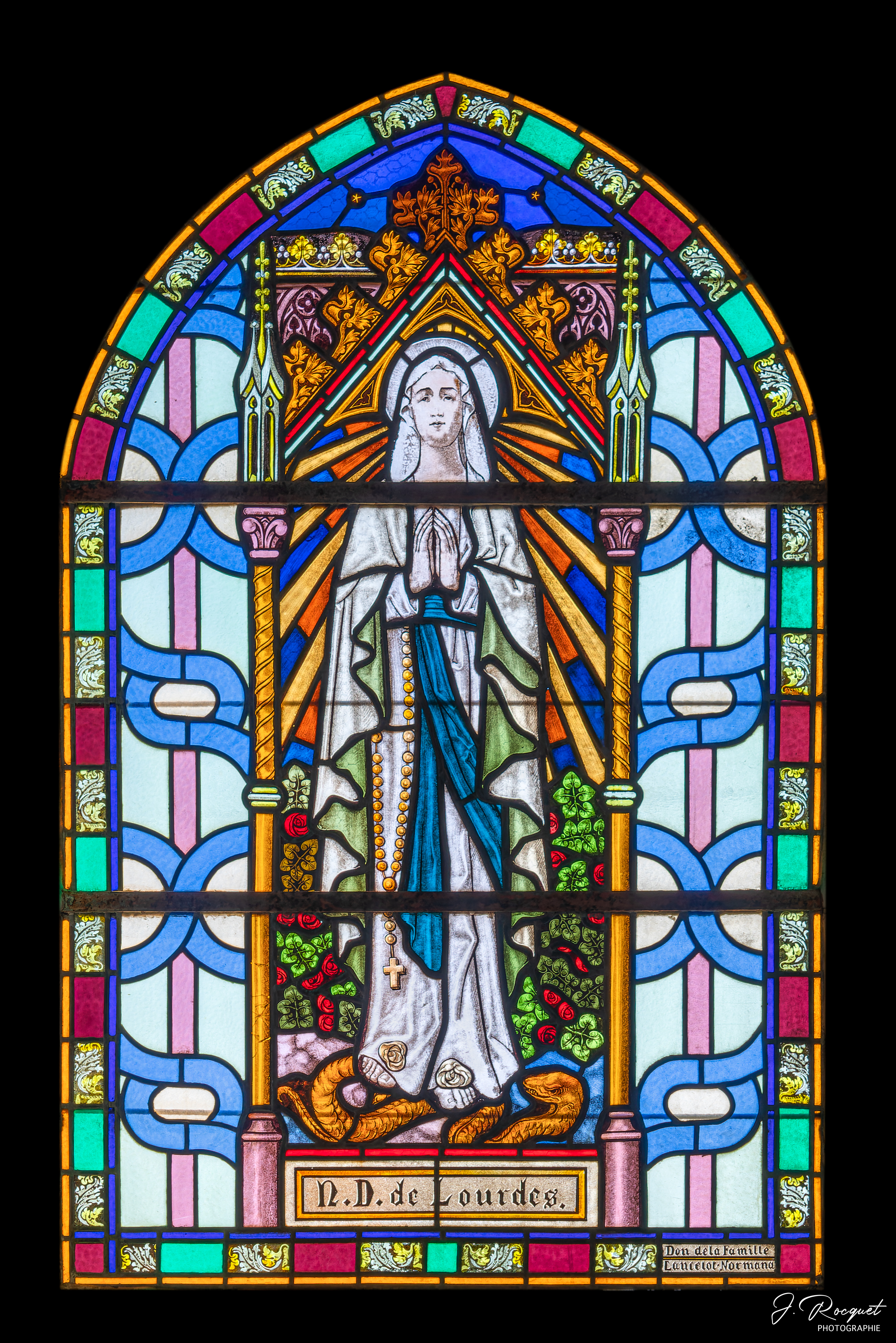
Notre-Dame de Lourdes.
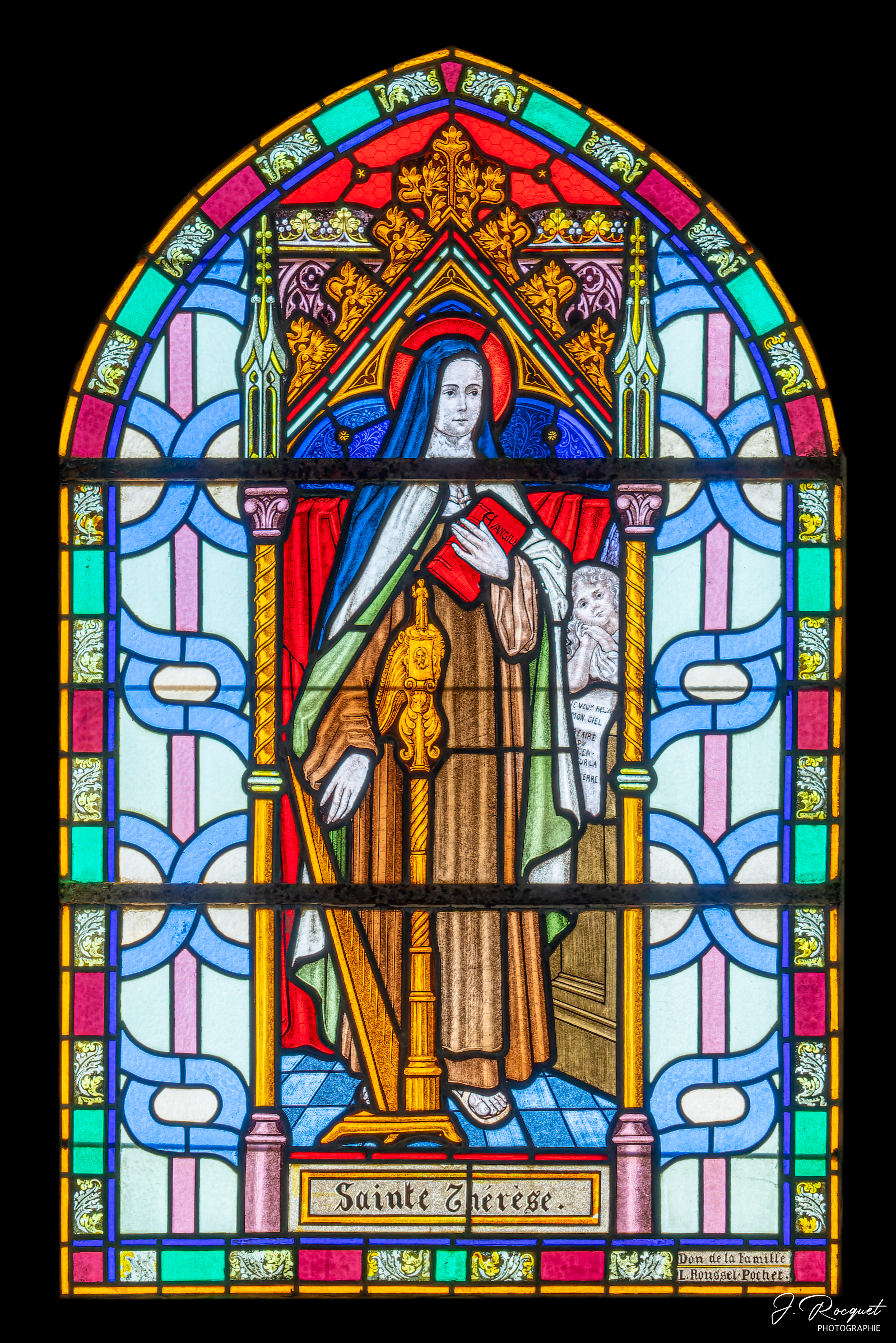
Sainte Thérèse.
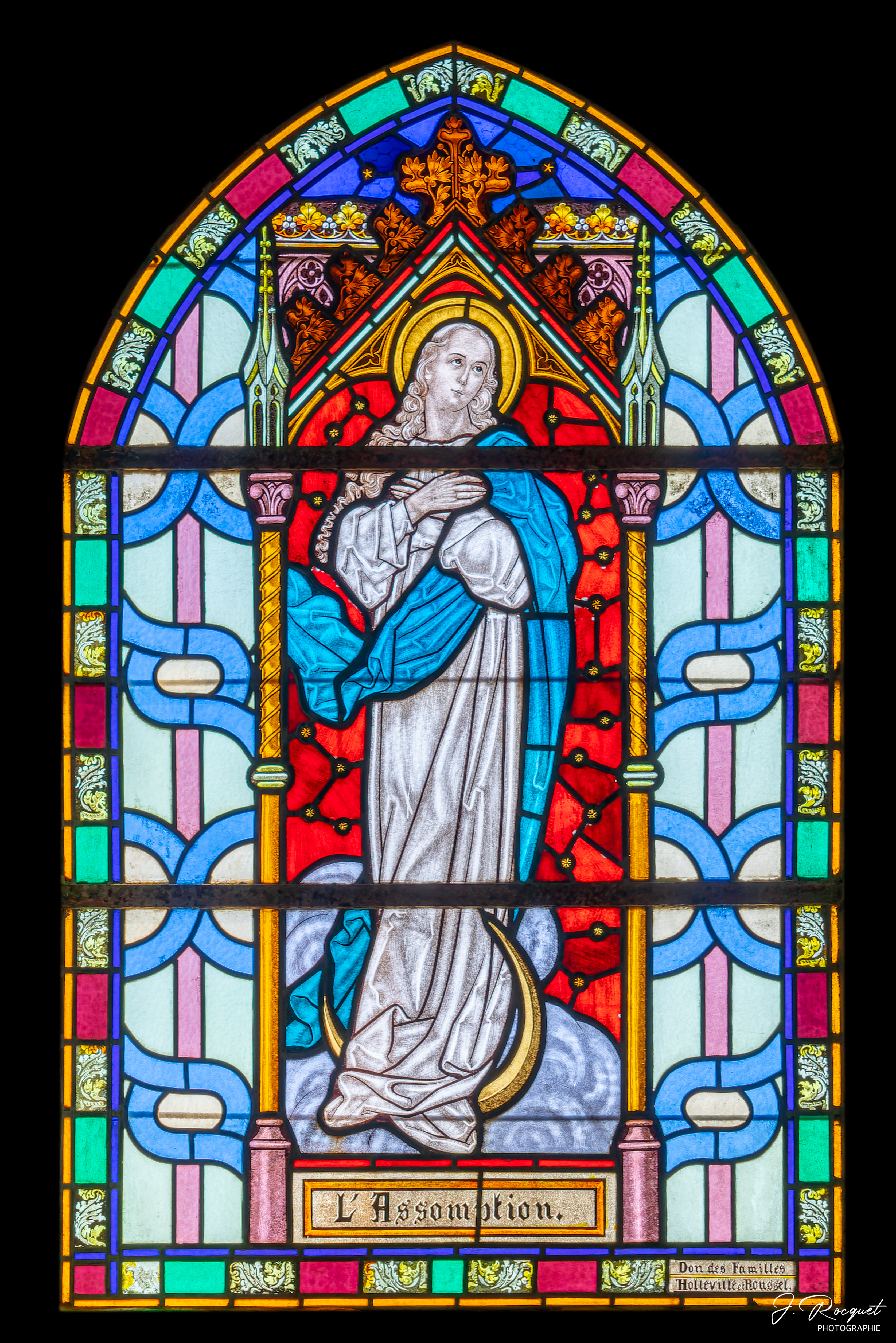
Assomption de Marie.

Dans le chœur de part et d'autre du maître autel
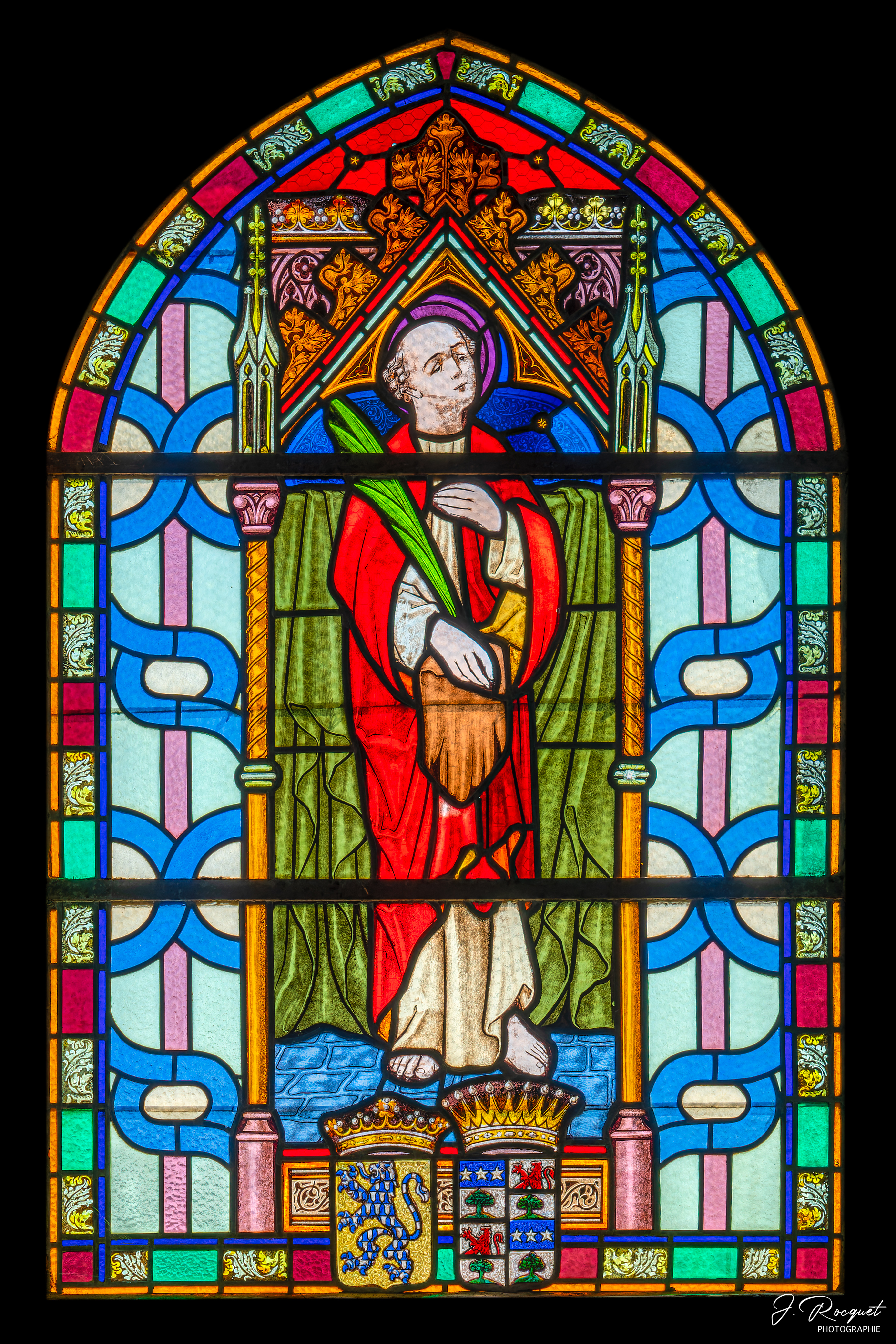
Saint Crépinien.
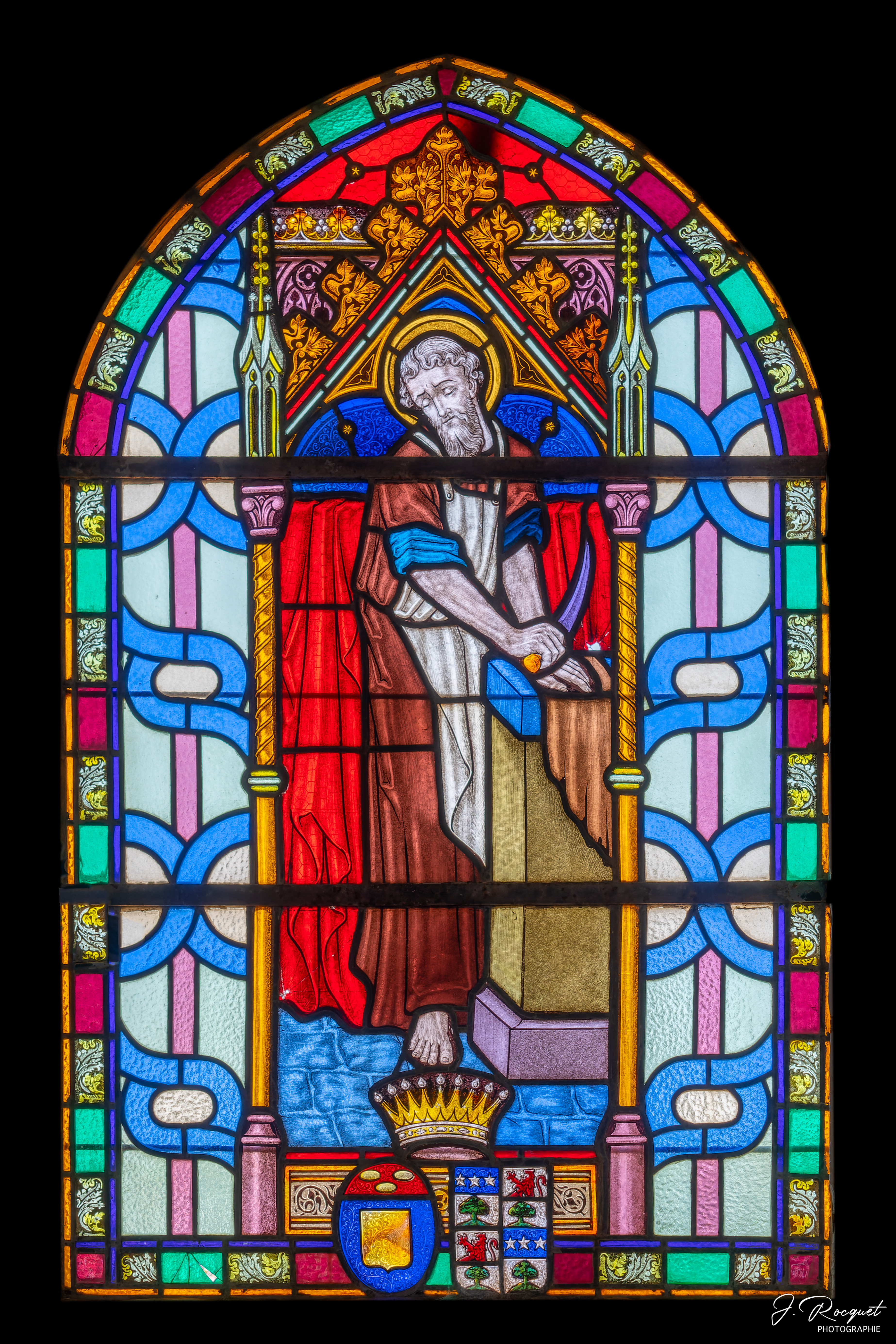
Saint Crépin.

Dans la nef à droite en partant de l'entrée
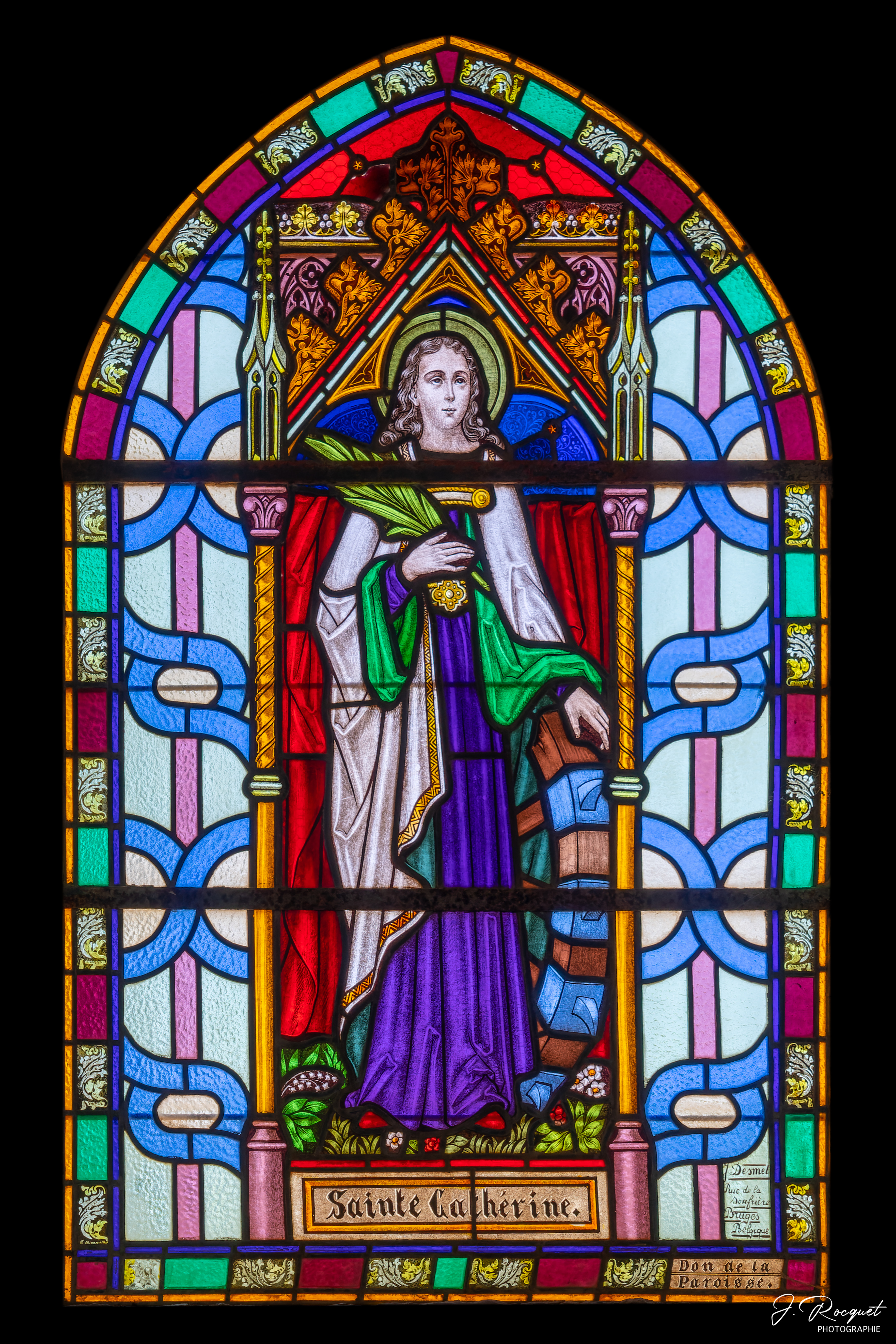
Sainte Catherine.
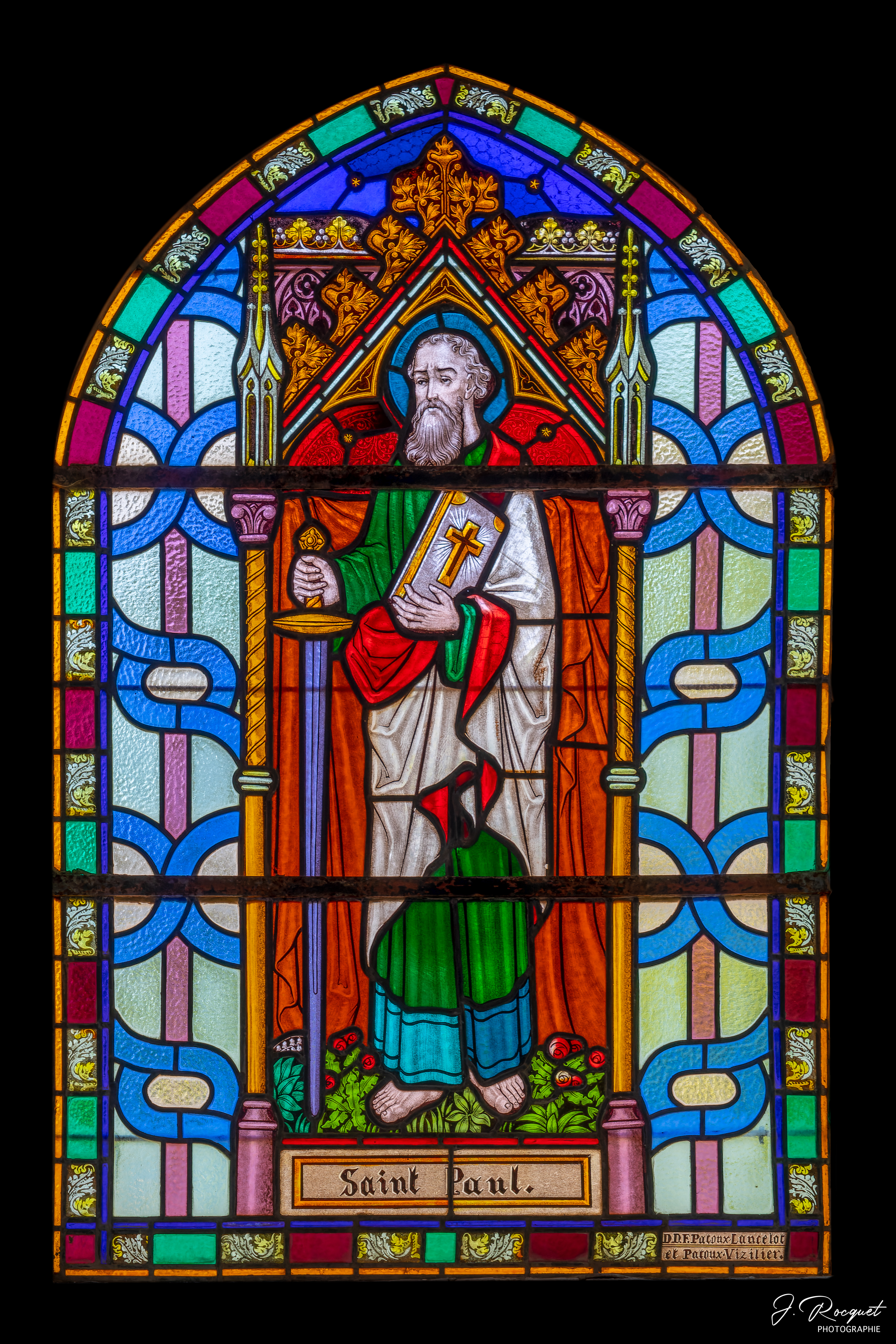
Saint Paul.
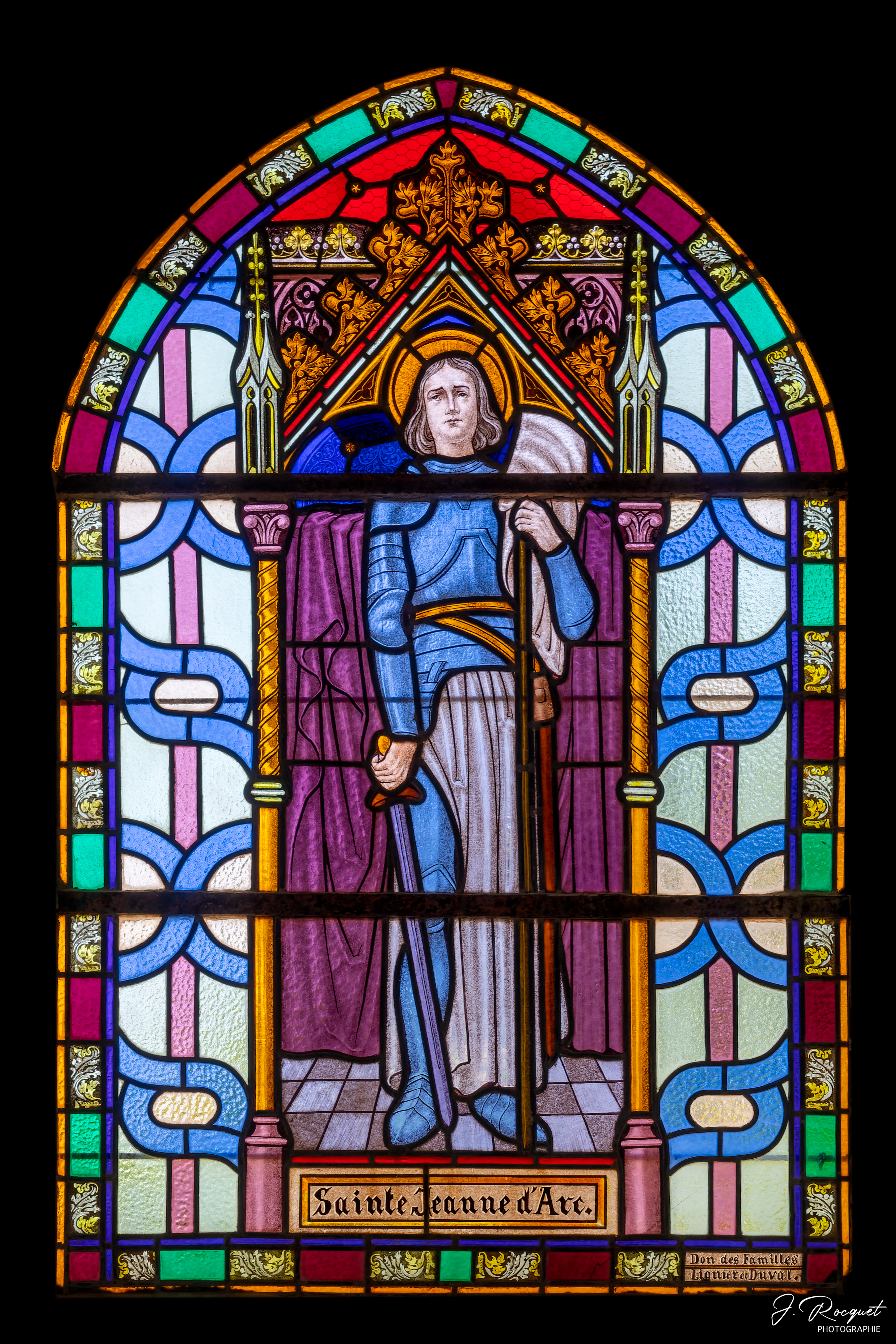
Jeanne d'Arc.
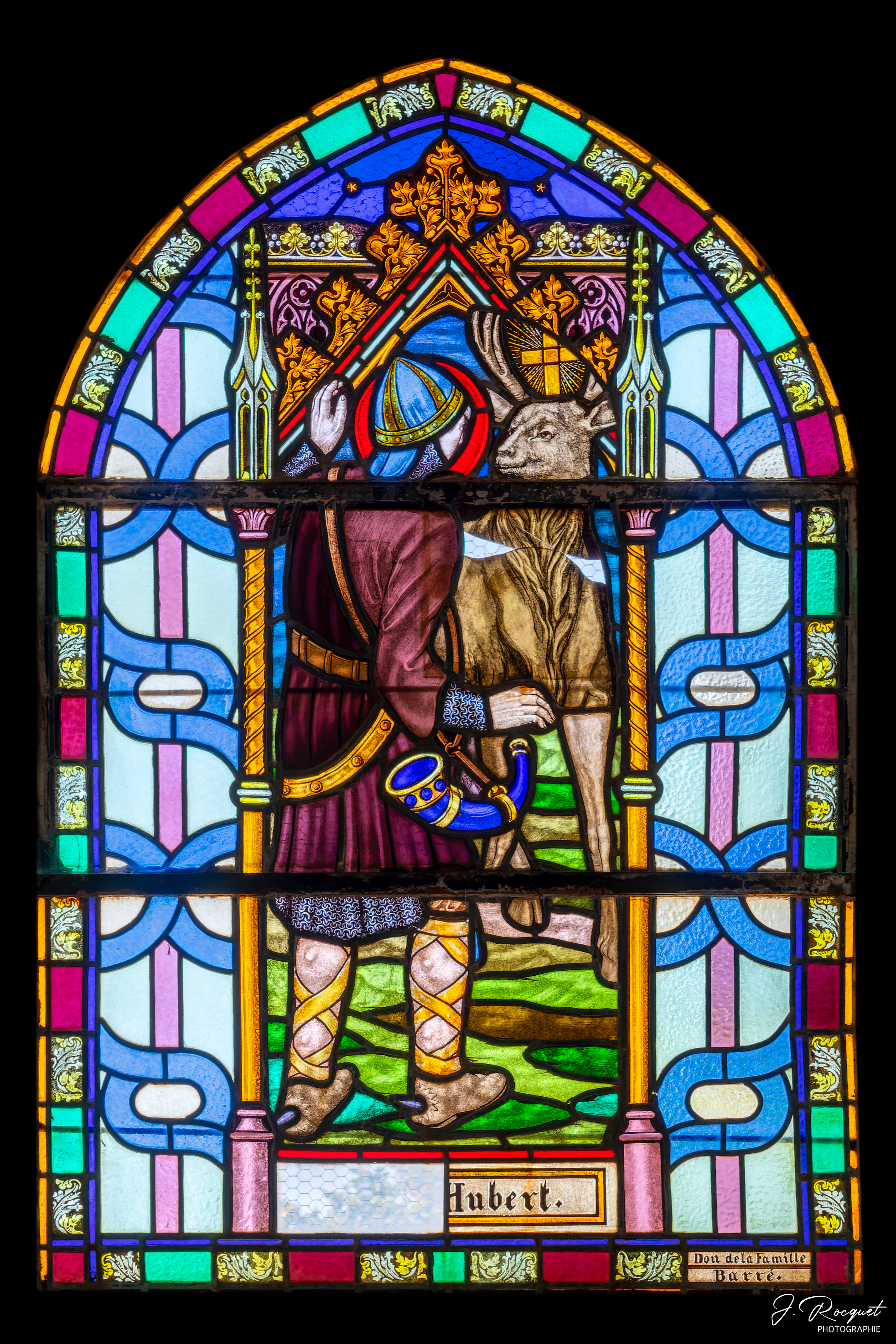
Saint Hubert.

#### Autres lieux et monuments
- Le monument aux morts[45].

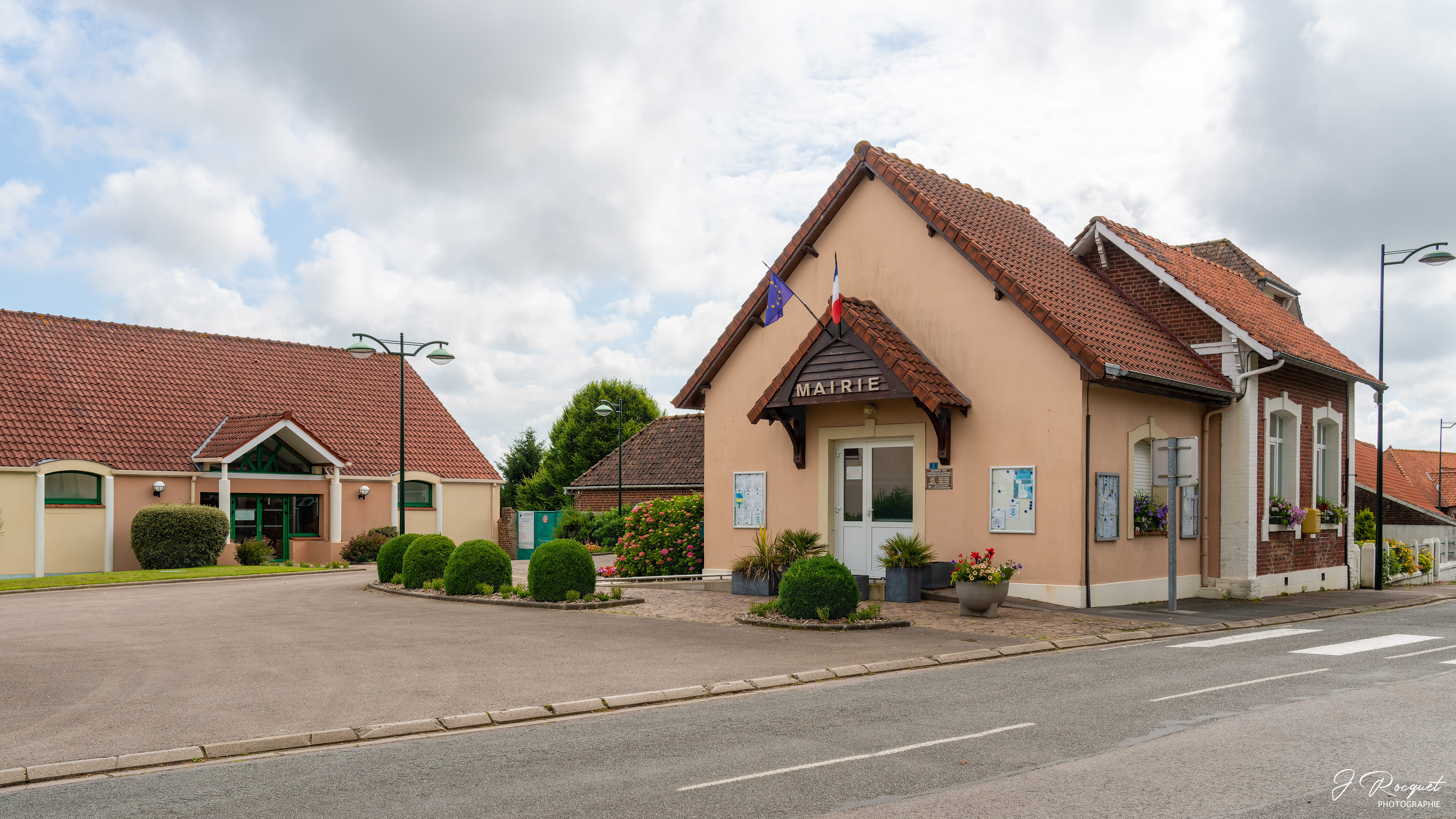
L'entrée de la mairie sur sa place.
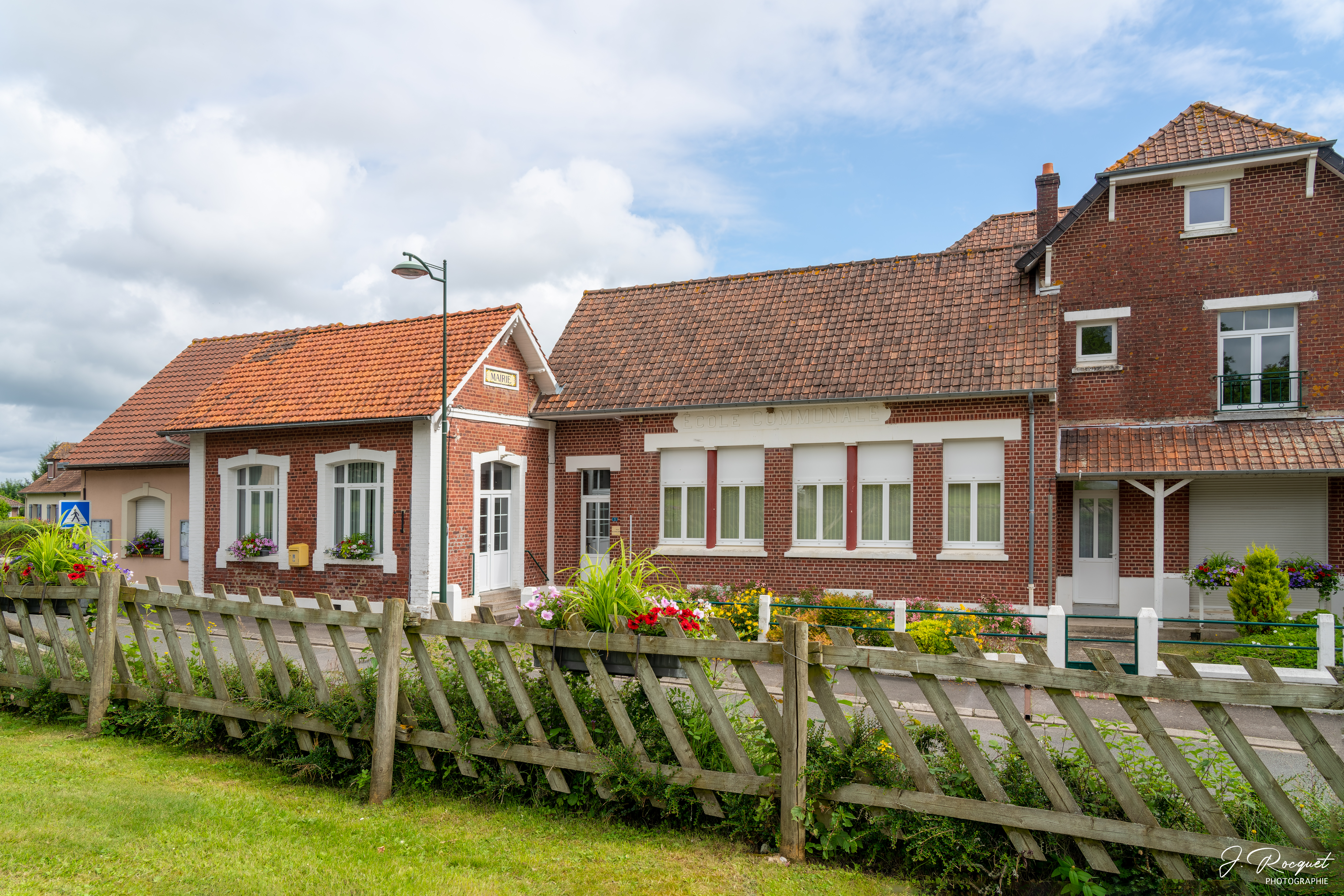
La mairie et l'ancienne école communale.
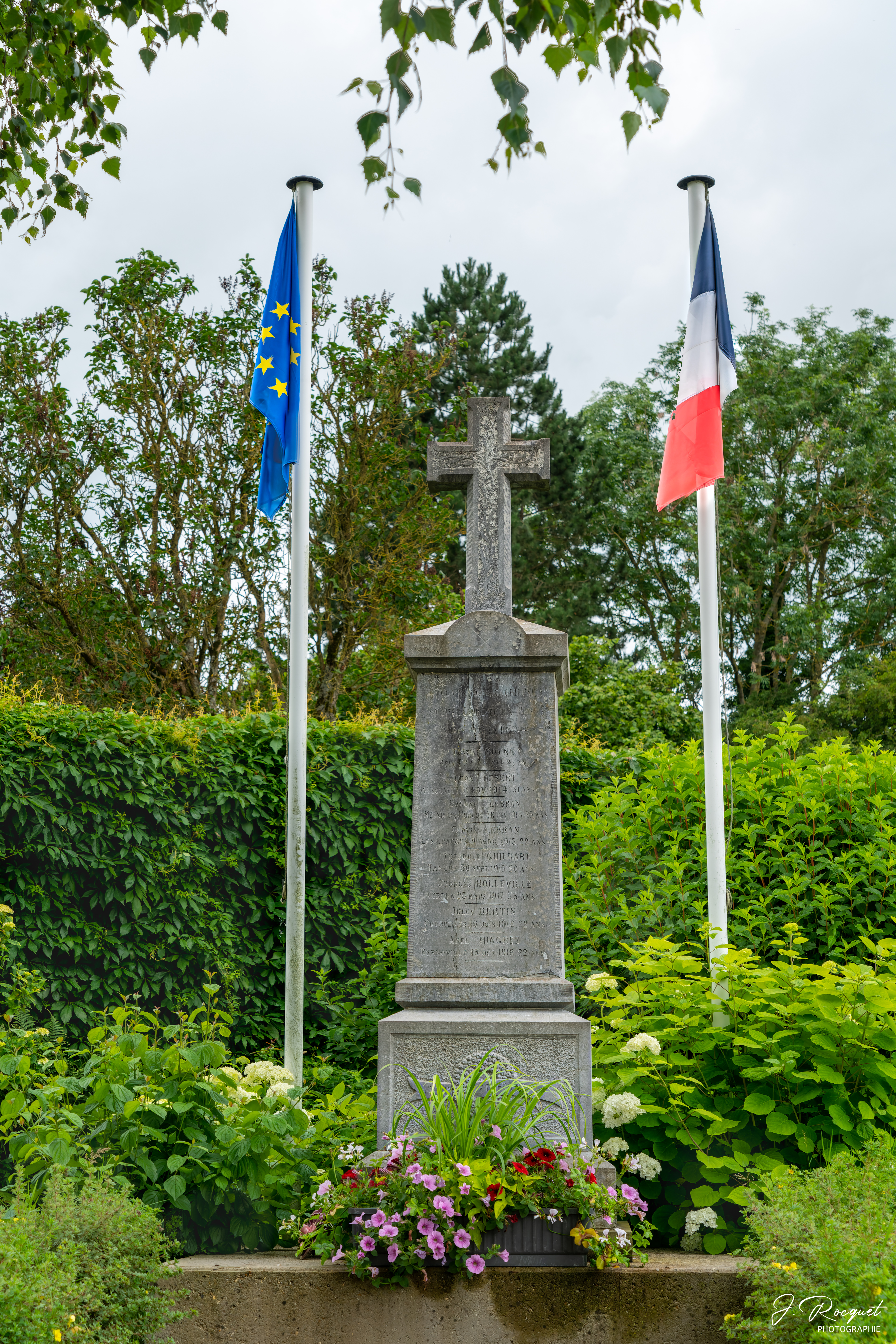
Le monument aux morts situé près de l'église.
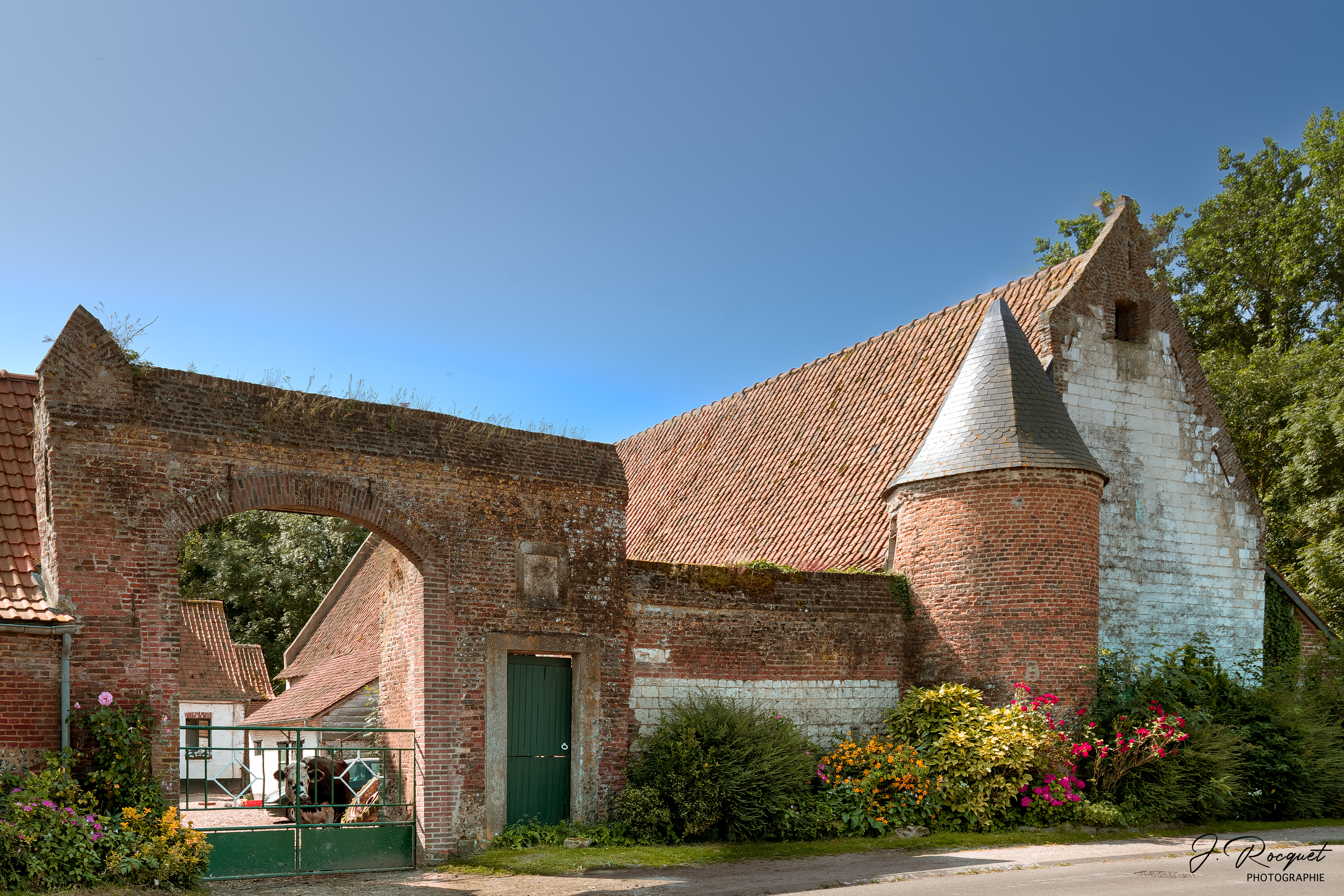
Manoir daté de 1717. (Une ferme aujourd'hui).

### Patrimoine culturel
Campigneulles-les-Petites ne possède pas d'équipements particuliers relatifs à la culture.
Toutefois, les habitants de la commune peuvent bénéficier d'équipements voisins tels cinéma, théâtre et bibliothèque à Montreuil-sur-Mer.
Par ailleurs, il existe différents parcs à thèmes tels le parc Bagatelle à Merlimont.

### Personnalités liées à la commune
- Jean-François de Fougeroux (1709-1783), écuyer, seigneur de Campigneulles-les-Petites, Tillancourt et autres lieux, chevalier de Saint-Louis.
- Louis-François Sueur (1841-1914), archevêque, né à Campigneulles-les-Petites.

### Héraldique
| Blason de Campigneulles-les-Petites | Blason  | D'azur semé de fleur de lys d'or, à la molette d'argent brochant en abîme. |
| Blason de Campigneulles-les-Petites | Détails | Le champ fleurdelysé est emprunté aux armes de l'abbaye Saint-Saulve de Montreuil-sur-Mer, dont dépendait la paroisse. La molette est empruntée aux armes de la Maison de Boufflers qui possédait les deux Campigneulles. Adopté par la municipalité. |

## Pour approfondir